# Plounéventer

Plounéventer [plunevɛ̃tɛʁ] (en breton : Gwineventer) est une commune française du département du Finistère, dans la région Bretagne, en France.

## Géographie

### Présentation
Plounéventer se trouve entre Brest et Morlaix, à proximité de Landerneau (à 9 km à l'ouest), de Landivisiau (à 11 km à l'est), de Lesneven (à 12 km au nord). Plounéventer dispose d'un accès par échangeur à la route nationale 12, aménagée en voie express, et se trouve juste au nord de la vallée de l'Élorn. L'aéroport de Brest Bretagne est à 18 km. La commune fait partie du Pays de Léon et n'est qu'à une trentaine de kilomètres du littoral de la Manche, le port de Roscoff, qui permet des relations par ferries avec Plymouth (Grande-Bretagne) et Cork (Irlande) est à 35 km.
La présence de la vallée de l'Élorn à la limite sud du territoire communal et située seulement à une quinzaine de mètres d'altitude contraste avec un morceau du plateau du Léon qui forme la majeure partie du finage communal et qui se trouve vers une centaine de mètres d'altitude (la cote maximale est à 108 mètres) et où se trouve le bourg de Plounéventer. L'altitude moyenne de la commune est de 61 mètres. Un petit fleuve côtier, le Quillimadec, prend sa source dans la commune.
La commune est peu large dans le sens ouest-est (3 km et demi), mais étirée en longueur dans le sens nord-sud (12 km).

### Situation
| Saint-Méen              | Saint-Derrien                       | Saint-Derrien    |
| Ploudaniel, Trémaouézan | Plounéventer                        | Saint-Servais    |
| Lanneuffret             | La Roche-Maurice, vallée de l'Élorn | La Roche-Maurice |

### Hydrographie
Pour un article plus général, voir Réseau hydrographique du Finistère.
La commune est située dans le bassin Loire-Bretagne. Elle est drainée par le Quillimadec, l'Élorn, la Flèche et divers autres petits cours d'eau,.
Le Quillimadec, d'une longueur de 22 km, prend sa source dans la commune  et se jette  dans la Manche à Guissény, après avoir traversé dix communes. 
L'Élorn, d'une longueur de 56 km, prend sa source dans la commune de Sizun et se jette  dans la rade de Brest entre les communes de Plougastel-Daoulas et de Le Relecq-Kerhuon, après avoir traversé 14 communes. 
La Flèche, d'une longueur de 23 km, prend sa source dans la commune de Bodilis et se jette  dans la Manche en limite de Tréflez et de Goulven, après avoir traversé dix communes. 

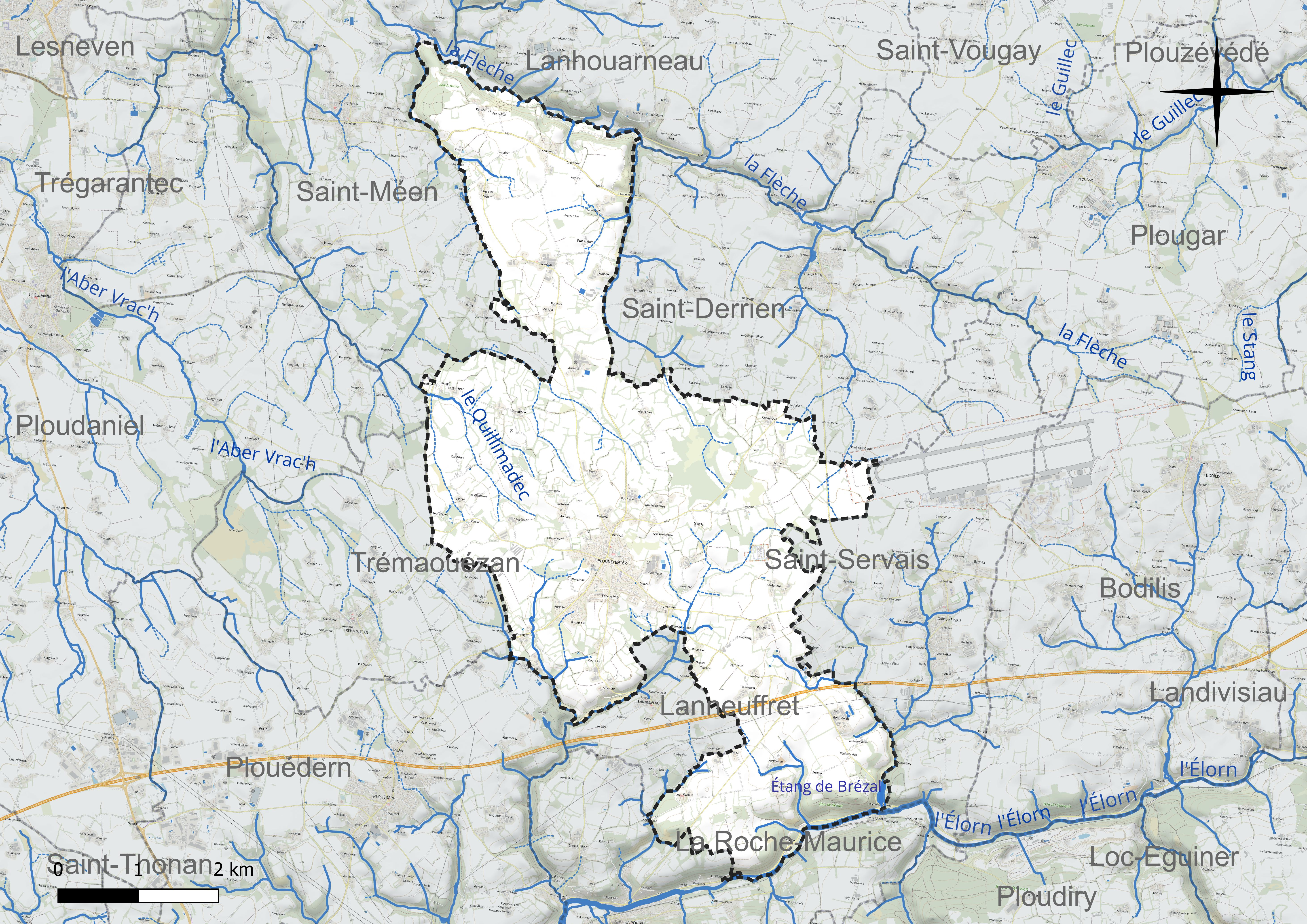
Réseau hydrographique de Plounéventer.

Un plan d'eau complète le réseau hydrographique : l'étang de Brézal (2,1 ha),.

### Climat
Pour des articles plus généraux, voir Climat de la Bretagne et Climat du Finistère.
En 2010, le climat de la commune est de type climat océanique franc, selon une étude du CNRS s'appuyant sur une série de données couvrant la période 1971-2000. En 2020, Météo-France publie une typologie des climats de la France métropolitaine dans laquelle la commune est exposée à un climat océanique et est dans la région climatique  Finistère nord, caractérisée par une pluviométrie élevée, des températures douces en hiver (6 °C), fraîches en été et des vents forts. Parallèlement l'observatoire de l'environnement en Bretagne publie en 2020 un zonage climatique de la région Bretagne, s'appuyant sur des données de Météo-France de 2009. La commune est, selon ce zonage, dans la zone « Monts d'Arrée », avec des hivers froids, peu de chaleurs et de fortes pluies.
Pour la période 1971-2000, la température annuelle moyenne est de 11,4 °C, avec  une amplitude thermique annuelle de 10,1 °C. Le cumul annuel moyen de précipitations est de 1 131 mm, avec 17,3 jours de précipitations en janvier et 8,7 jours en juillet. Pour la période 1991-2020, la température moyenne annuelle observée sur la station météorologique la plus proche, située sur la commune de Saint-Servais à 5 km à vol d'oiseau, est de 11,6 °C et le cumul annuel moyen de précipitations est de 1 160,4 mm,. Pour l'avenir, les paramètres climatiques de la commune estimés pour 2050 selon différents scénarios d'émission de gaz à effet de serre sont consultables sur un site dédié publié par Météo-France en novembre 2022.

## Urbanisme

### Typologie
Au 1er janvier 2024, Plounéventer est catégorisée bourg rural, selon la nouvelle grille communale de densité à 7 niveaux définie par l'Insee en 2022.
Elle est située hors unité urbaine et hors attraction des villes,.

### Occupation des sols
L'occupation des sols de la commune, telle qu'elle ressort de la base de données européenne d'occupation biophysique des sols Corine Land Cover (CLC), est marquée par l'importance des territoires agricoles (85,9 % en 2018), en augmentation par rapport à 1990 (84,6 %). La répartition détaillée en 2018 est la suivante : 
zones agricoles hétérogènes (51,1 %), terres arables (32,5 %), forêts (10,1 %), zones urbanisées (3,4 %), prairies (2,2 %), zones industrielles ou commerciales et réseaux de communication (0,5 %). L'évolution de l'occupation des sols de la commune et de ses infrastructures peut être observée sur les différentes représentations cartographiques du territoire : la carte de Cassini (XVIIIe siècle), la carte d'état-major (1820-1866) et les cartes ou photos aériennes de l'IGN pour la période actuelle (1950 à aujourd'hui).

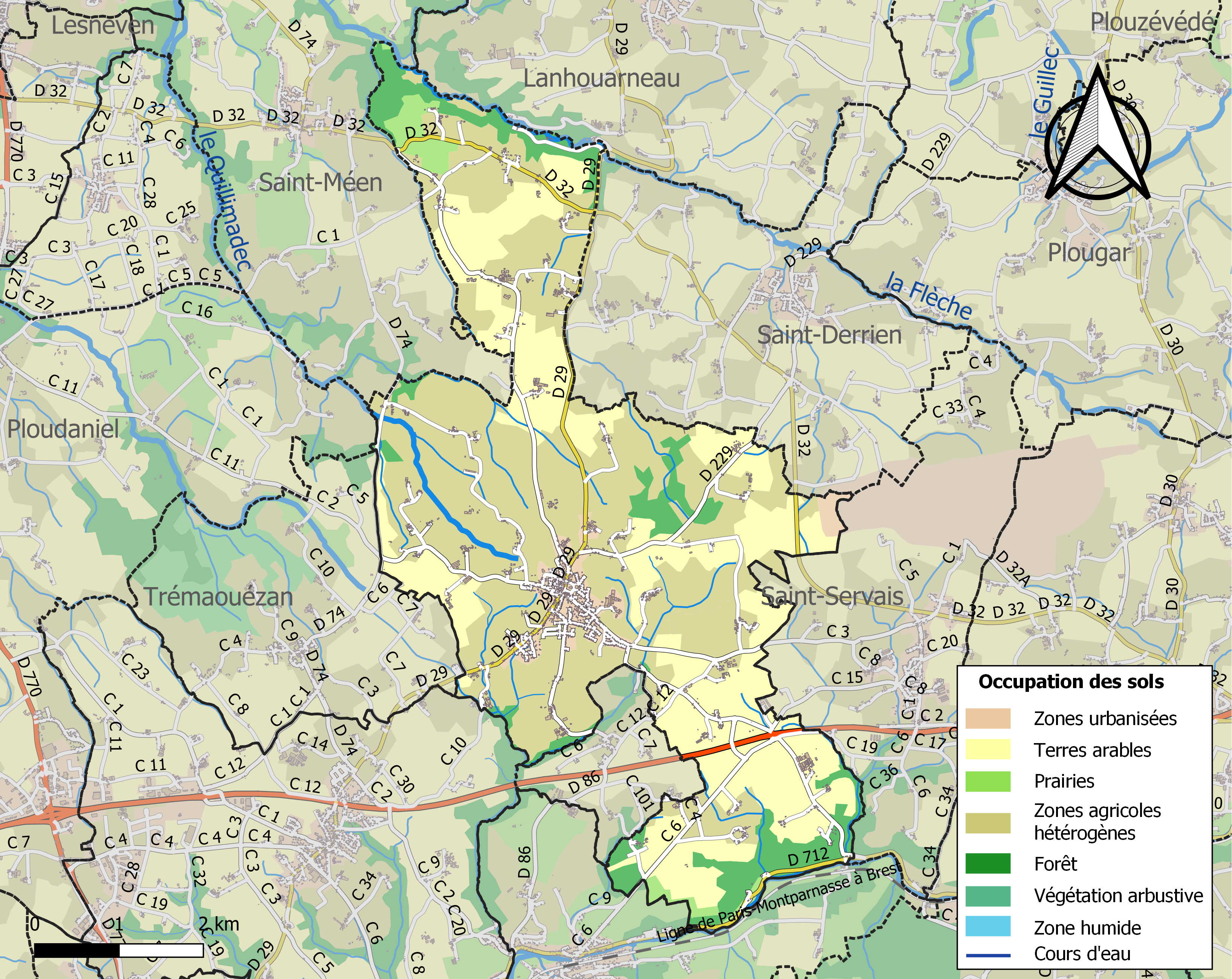
Carte des infrastructures et de l'occupation des sols de la commune en 2018 (CLC).

### Hameaux et lieux-dits
- Bouillant ; Bourlogot ; Brézal ; Keraudy ; Kergreguen ; Kerilien ; Kérinizan ; Keryvon ; Locmélar ; Mézarnou ; Morizur ; Penhoat ; Prat-Hir ; Quillenec.

## Toponymie
Attestée sous la forme Pleneventer en 1339.

### Étymologie
Ainsi que l'a démontré Bernard Tanguy, le nom Plounéventer provient du mot breton plou (« paroisse ») et du saint fondateur Numenter, mentionné Numenterius en 1167, un saint inconnu que la paroisse partage avec celle de Plaintel dans les Côtes d 'Armor. La commune de Plounéventer est dénommée Gwineventer en breton, l'usage de Plouneventer étant réservée à la paroisse dans cette langue.

## Histoire

### Préhistoire
« En montant la vieille route de Landerneau, à partir du pont de la Roche, on remarque, à 80 m sur la gauche, après avoir passé le chemin de Lanneuffret, un menhir de 2 m  de hauteur, et à 200 m environ plus loin, et du même côté, sur le point culminant de la montagne, les restes d'un dolmen ou d'une allée couverte. »

Comme sur tout le plateau qui donne sur l'Élorn, des traces de l'époque néolithique ont été trouvées au sud de la commune : haches polies, nécropoles, menhir et dolmen attestent une occupation précoce du territoire. Des haches de l'âge du bronze ont été répertoriées à Kériogan et un embryon de ville d'époque celtique avec de nombreux souterrains à Kérilien, devenue plus tard la ville gallo-romaine de Vorganium.

### Kerilien, site de la ville gallo-romaine deVorganium

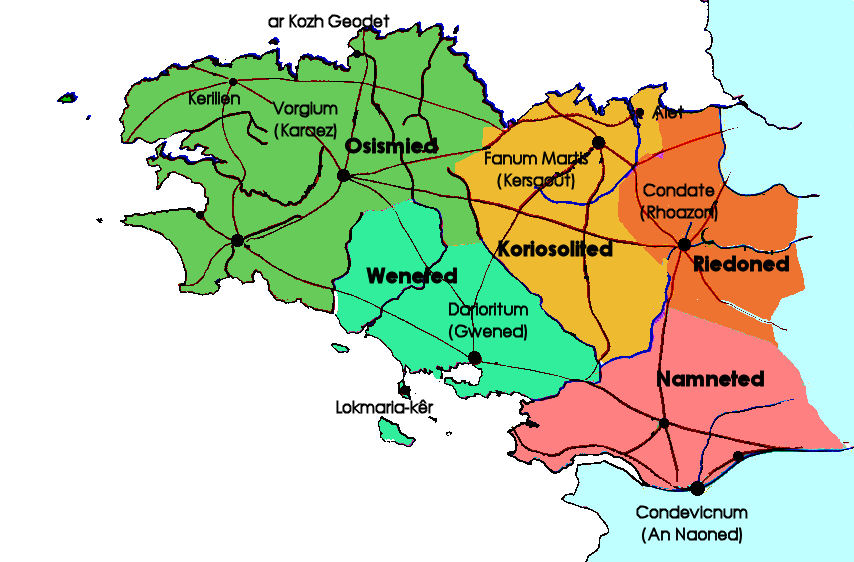
Kerilien (Vorganium ?) à l'époque gallo-romaine.

Plusieurs voies romaines convergeaient vers cet endroit, en particulier celles arrivant de Vorgium (Carhaix), de la Pointe Saint-Mathieu, de Tolente, etc.

Artéfacts des environs de Plounéventer
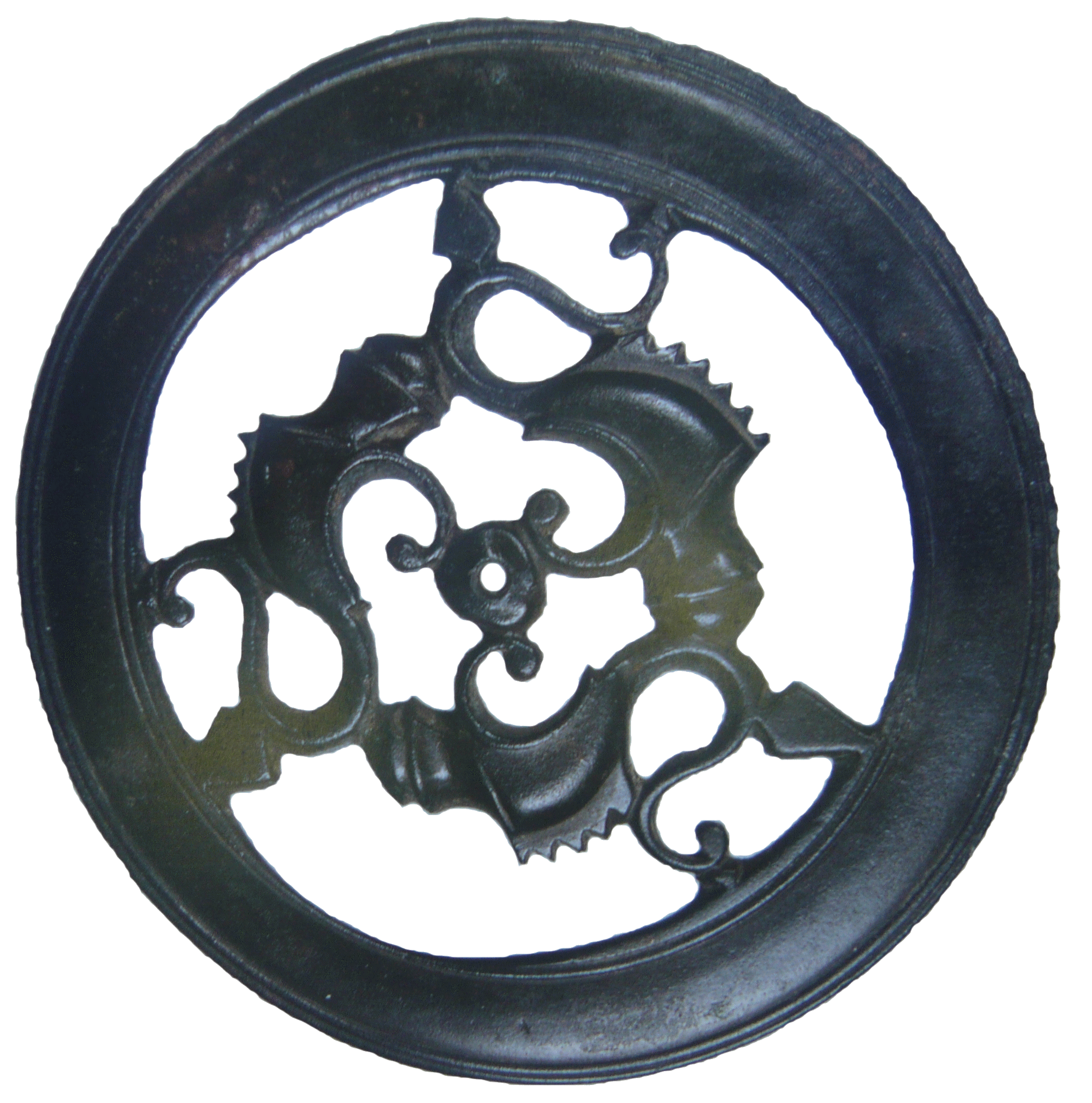
Phalère aux tritons trouvé à Kerilien en 1963, Rennes, musée de Bretagne.
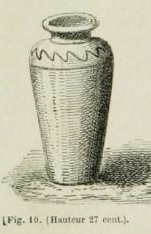
Vase gaulois trouvé entre Ploudaniel et Plounéventer.
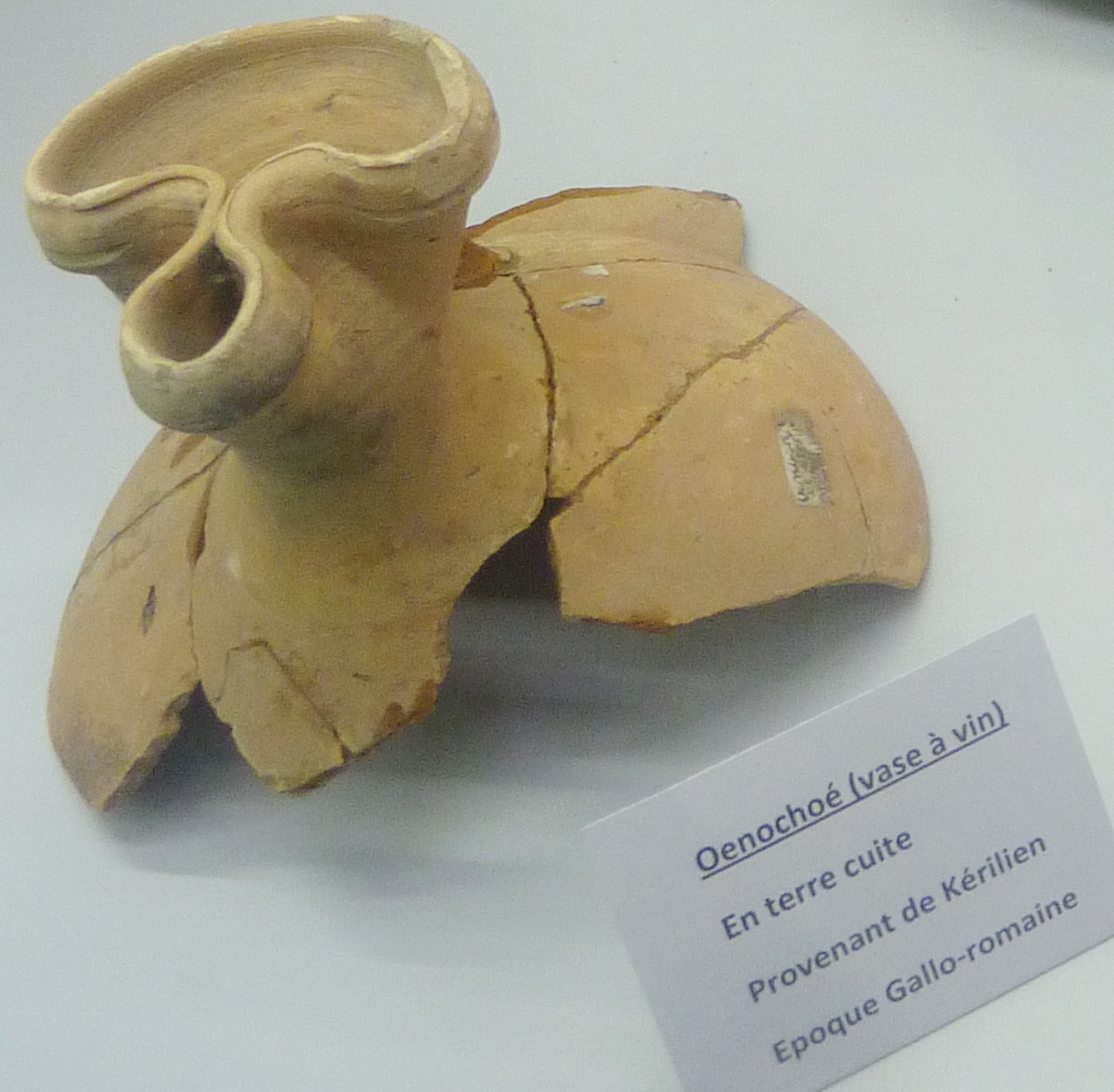
Œnochoé (vase à vin) en terre cuite provenant de Kerilien en Plounéventer, Lesneven, musée du Léon.
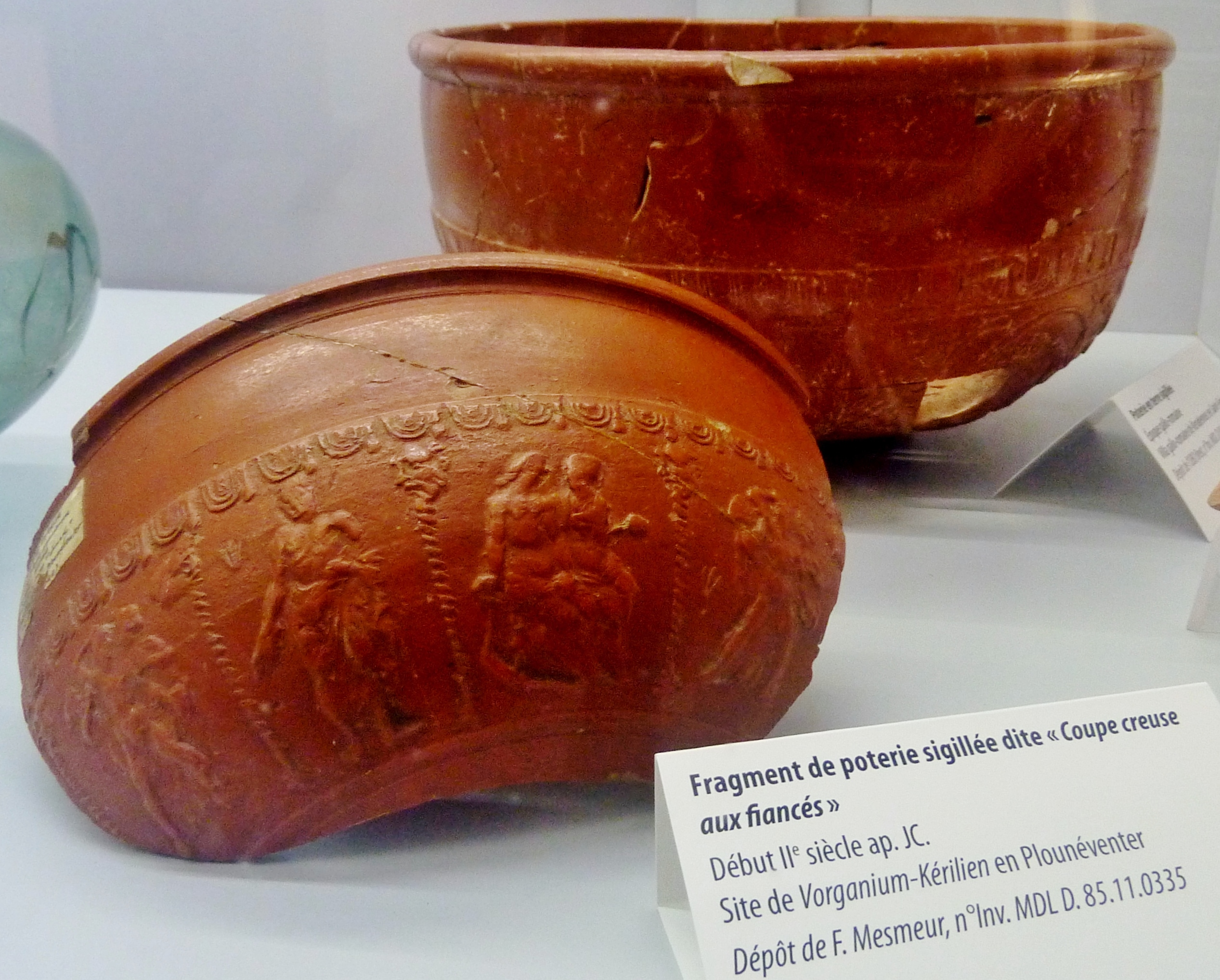
Fragment de poterie sigillée dite Coupe creuse aux fiancés (début du IIe siècle) trouvée sur le site de Vorganium (Kerilien), Lesneven, musée du Léon.
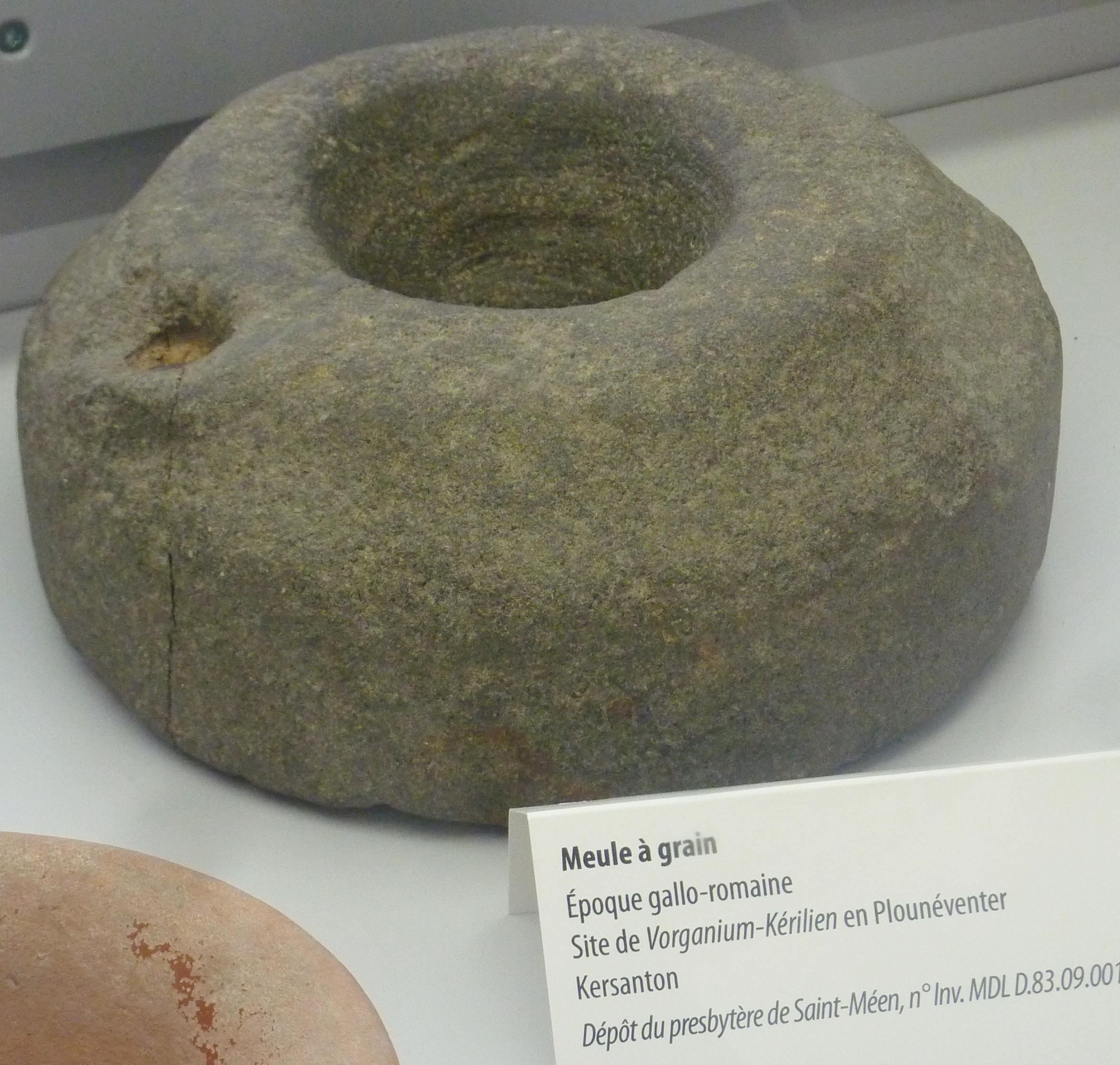
Meule à grains en pierre de kersanton provenant du site de Vorganium (Kerilien) (époque gallo-romaine), Lesneven, musée du Léon.
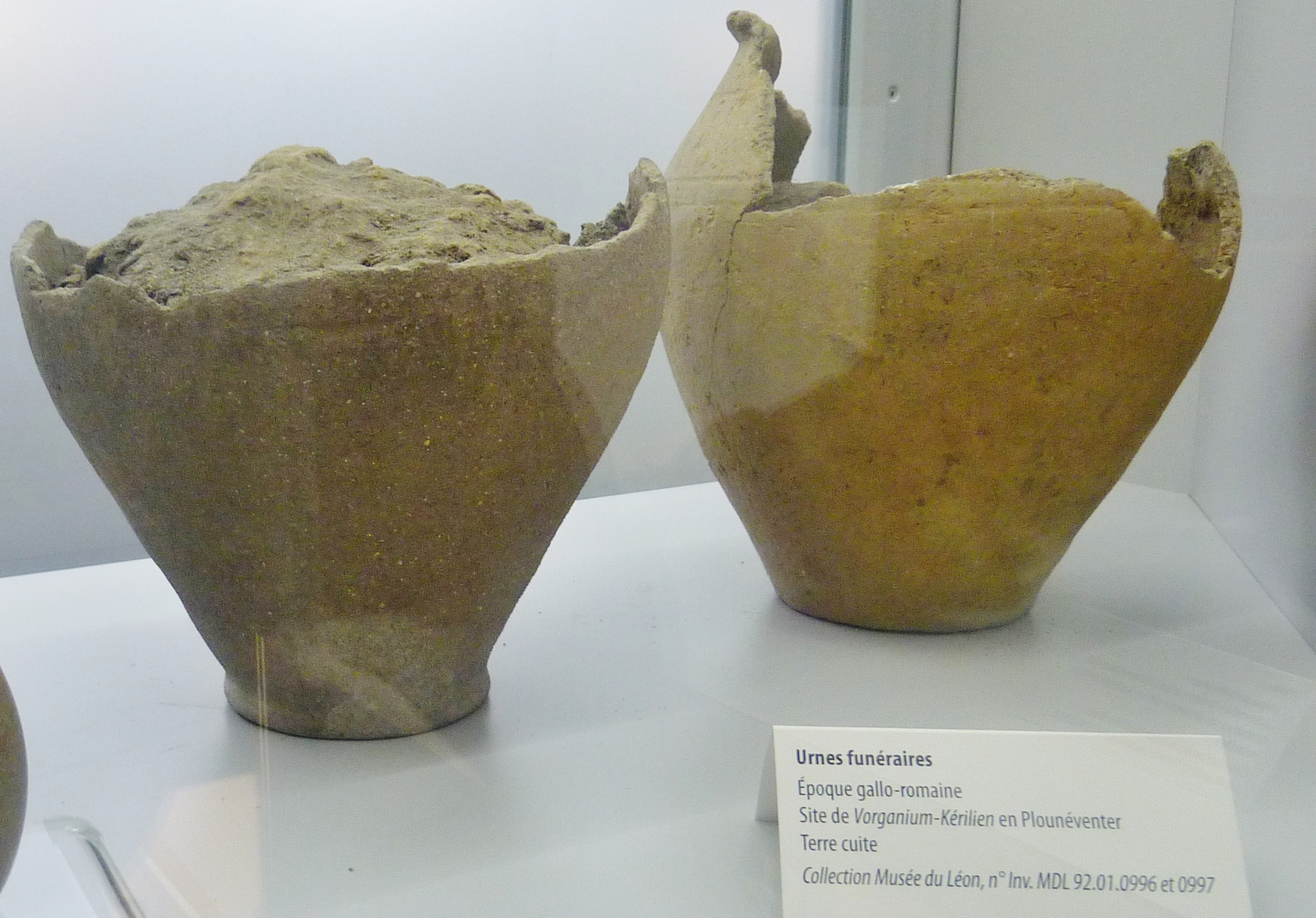
Urnes funéraires en terre cuite trouvées sur le site de Vorganium (Kerilien) (époque gallo-romaine), Lesneven, musée du Léon.

En 1829, l'érudit lesnevien Daniel Louis Olivier Miorcec de Kerdanet, est le premier à s'intéresser au site gallo-romain qui s'étend sur plusieurs dizaines d'hectares à travers les villages de Kerilien, Coatalec et Kergroas,.
Le site, probablement un centre de commerce et d'artisanat, recèle de nombreux vestiges gallo-romains. L'agglomération bien groupée autour de son forum et de son théâtre romain dont subsistent quelques briques du mur de scène, regroupe, le long des voies, de nombreuses villae au centre de grandes exploitations,. Le site a été racheté par l'État en 1984 à l'instigation de l'historien Louis Elegoët.
Plusieurs historiens, en particulier Louis Pape identifient ces ruines comme étant celle de Vorganium, agglomération secondaire, mais néanmoins importante, de la cité gallo-romaine des Osismes. Au XIXe siècle et au début du XXe siècle, on l'identifiait plutôt à la mythique Occismor,, mais à tort ; son nom a été révélé par la borne milliaire de Kerscao en Kernilis.
Selon Jean-Yves Le Goff, la ville s'étendait sur 40 hectares avec ses maisons, ses magasins, un forum et, révélé par un cliché aérien pris en 2021, une basilique (probablement un tribunal) ; seule une petite partie du site a été fouillée dans la décennie 1960, mais l'essentiel reste enfoui sous des champs.

### Origines

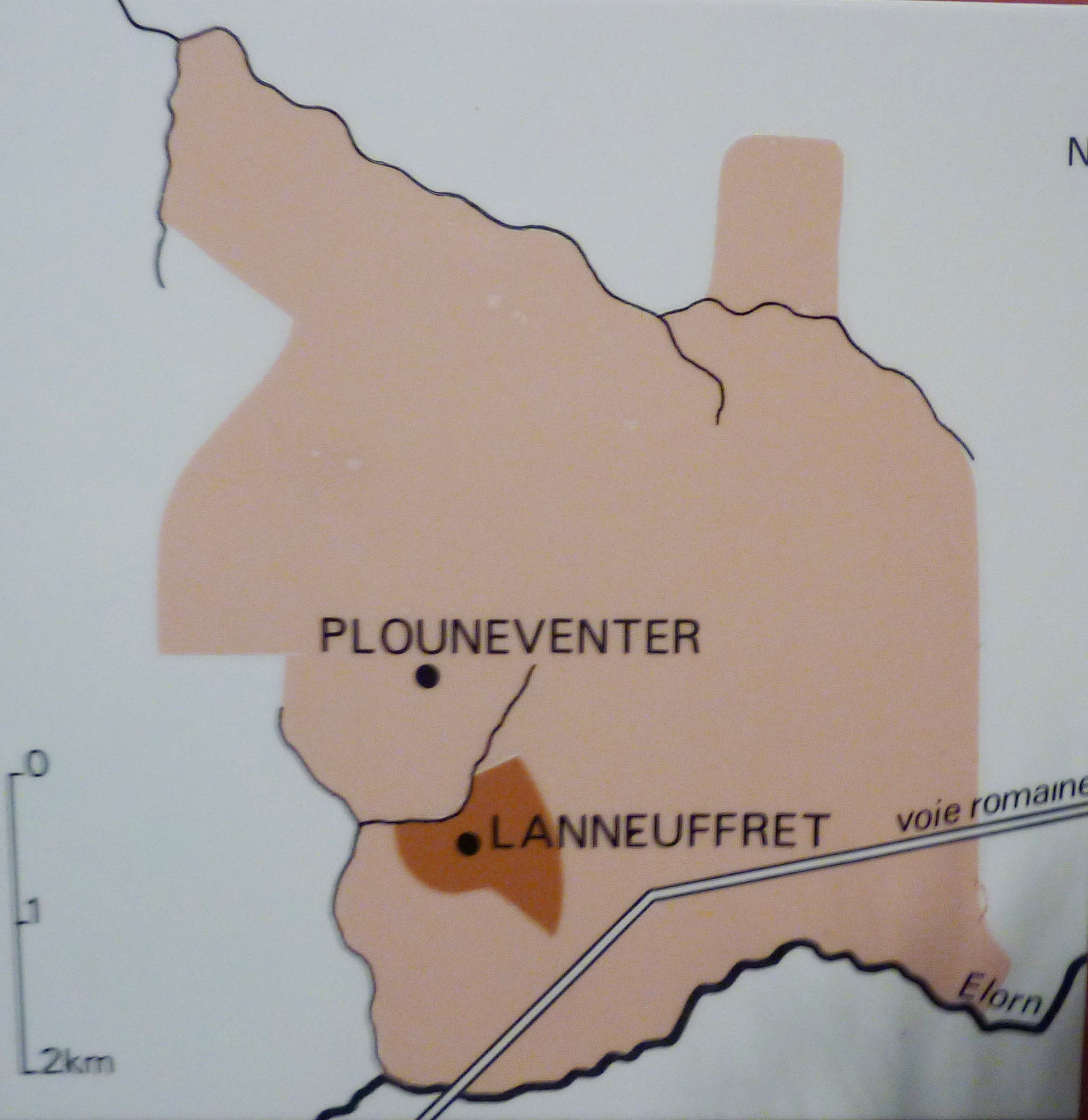
Carte des paroisses de Plounéventer et Lanneuffret.

Selon le récit semi-légendaire raconté par Albert le Grand, la première église aurait été érigée dans le courant du VIe siècle par l'épouse et le fils du comte Élorn à l'emplacement de l'église actuelle, pour remercier les deux saints d'avoir sauvé son fils Riok des griffes du dragon de l'Élorn. Après avoir un temps persisté dans la pratique du paganisme, le comte Élorn finit, sous l'insistance de sa femme et de son fils Riok, par se convertir effectivement et construisit une église dans le bois du Barguet, qui est à l'origine du bourg de Plounéventer.
La paroisse de Plounéventer faisait partie de l'archidiaconé de Kemenet-Ily relevant de l'évêché de Léon. La paroisse de l'Armorique primitive englobait Saint-Servais, devenue trève le 23 janvier 1678 et commune indépendante en 1792, et Saint-Derrien, également une trève, devenue paroisse par l'ordonnance de l'évêque de Quimper et de Léon en date du 9 juillet 1845 et commune en 1884, ainsi que la paroisse de Lanneuffret créée elle aussi en 1845 et dont Plounéventer demanda en vain le rattachement à sa propre paroisse et commune.

### Du Moyen Âge auXVIIIesiècle

#### Le site de Morizur

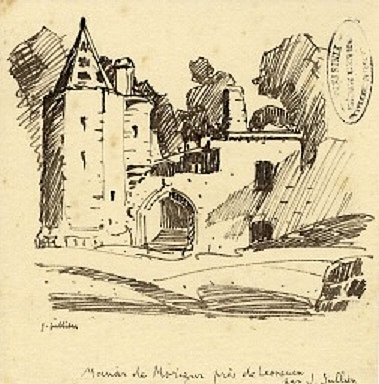
Jos Jullien, Le Château de Morizur (vers 1900), archives départementales du Finistère.

Le site archéologique de Morizur est un ensemble fortifié établi sur un éperon rocheux au confluent des vallées de la Flèche et d'un de ses affluents. L'éperon est barré à sa racine par un fossé profond qui pourrait être antérieur au Moyen Âge (datant peut-être de l'âge du fer ?). Sur l'éperon se trouve une première basse-cour défendue par un fossé sec et une levée de terre ; une motte castrale située au milieu de l'éperon, très volumineuse (10 m de haut, pour 30 m de large) est entourée d'un large et profond fossé sec et est surmontée d'une construction en pierres ; une deuxième basse cour est située à l'extrémité.
Plusieurs seigneurs de Morizur ont été au service des ducs de Bretagne. Le château de Morizur existait encore au début du XXe siècle. Le nom même de Morizur est à rapprocher de la légende du roi Izur, rapportée par Miorcec de Kerdanet, que l'on peut résumer ainsi : près d'Occismor [en fait de Vorganium], vivait un roi breton nommé Izur, qui avait une jeune fille charmante ; un gentilhomme romain en devint éperdument amoureux et voulut l'épouser. Peu favorable à cette alliance, Izur persuada le jeune romain que sa fille aimait les couleurs vives et éclatantes et qu'elle était très ennuyée de la couleur noire de la laine des moutons de son père. Il ne lui refuserait pas sa main s'il parvenait à rendre blanche la laine provenant de la tonte des moutons. Le jeune prince frotta longtemps, tant et si bien qu'il mourut de désespoir.

#### Le chanoine Yves Le Grand
Vers 1472, le chanoine Yves Le Grand, recteur de Plounéventer et Ploudaniel, chancelier de la cathédrale de Léon, aumônier du duc de Bretagne François II, mit par écrit le fruit de ses recherches sur Les antiquités léonnaises. Son neveu Vincent Le Grand, sénéchal de Carhaix en hérita et légua à son tour ces papiers à un de ses neveux Albert Le Grand, lequel s'en servit pour écrire en 1636 Les vies des saints de la Bretagne Armorique : ensemble un ample catalogue chronologique et historique des evesques d'icelle… et le catalogue de la plupart des abbés, blazons de leurs armes et autres curieuses recherches.

#### Brézal
- Si vous ne connaissez pas le sujet, laissez ce bandeau (vous pouvez alors contacter les auteurs).
- Si vous supprimez le contenu mis en cause (vous pouvez préalablement contacter les auteurs),

argumentez précisément cette suppression dans la page de discussion
(un manque de référence n'est pas un argument ; une recherche réelle de référence doit avoir été effectuée, être formellement documentée).
Brézal signifie littéralement le « mont du château », ou le « château sur le mont ». Le site domine la vallée de l'Élorn.

##### Le château et les seigneurs de Brézal
La famille de Brézal (ou Brésal) a été reconnue « d'ancienne extraction noble » par l'arrêt du 13 décembre 1668. Le plus ancien membre connu de cette famille est Yvon Brézal, écuyer d'une montre du sire de Léon en 1378. Gabriel Brézal fut un des héros du combat, pendant lequel il fut tué, de La Cordelière contre le vaisseau anglais Regent en 1512 devant la Pointe Saint-Mathieu.
Le château et les seigneurs de Brézal ont fait l'objet de plusieurs études par André Croguennec :
- la généalogie détaillée des seigneurs de Brézal[38],[39]. Le dernier marquis de Brezal, Joseph, meurt le 25 septembre 1734 sans laisser d'enfant mâle. Le nom des Brézal tombe en quenouille[40], passant aux mains des Kersauson, puis tombant à nouveau en quenouille, des Tinténiac[41] (famille originaire du château de Quimerc'h en Bannalec). Pendant la Révolution française, le château de Brézal est vendu comme bien national ;
- la liste des archives concernant Brézal[42] ;
- les prééminences et droits honorifiques de la seigneurie de Brézal[43] ;
- la vénerie de Brézal[44] ;
- les suzerains des seigneurs de Brézal[45].

Vendu comme bien national pendant la Révolution française, le château est acheté le 11 thermidor an IV (30 juillet 1796) par Jean-Isidore Radiguet de Landerneau qui, avec ses associés, y installe une filature. Par la suite il est revendu en 1814 à Joseph-Pierre-André Malin, capitaine de vaisseau domicilié à Toulon, dont la fille Joséphine Malin, épousa M. Dodin du Breuil, qui habitait le château de Trébodennic en Ploudaniel et devint maire de Plounéventer de 1830 à 1834, avant de devenir la propriété en 1849 de Guillaume Le Roux, négociant en toiles et banquier à Landivisiau, lequel démolit l'ancien château pour construire le château actuel. Sa fille Clara Le Roux (1849-1927) épousa à Brézal en 1867 Charles Huon de Penanster. Un de leurs descendants, Vincent Huon de Penanster, fut maire de Plounéventer entre 1971 et 1979 ; en 1979, il revendit la propriété, alors divisée en deux lots, l'un comprenant le château et son parc, l'étang, le colombier et le moulin, acquis par un traiteur-restaurateur, l'autre la majeure partie des bois et la chapelle.

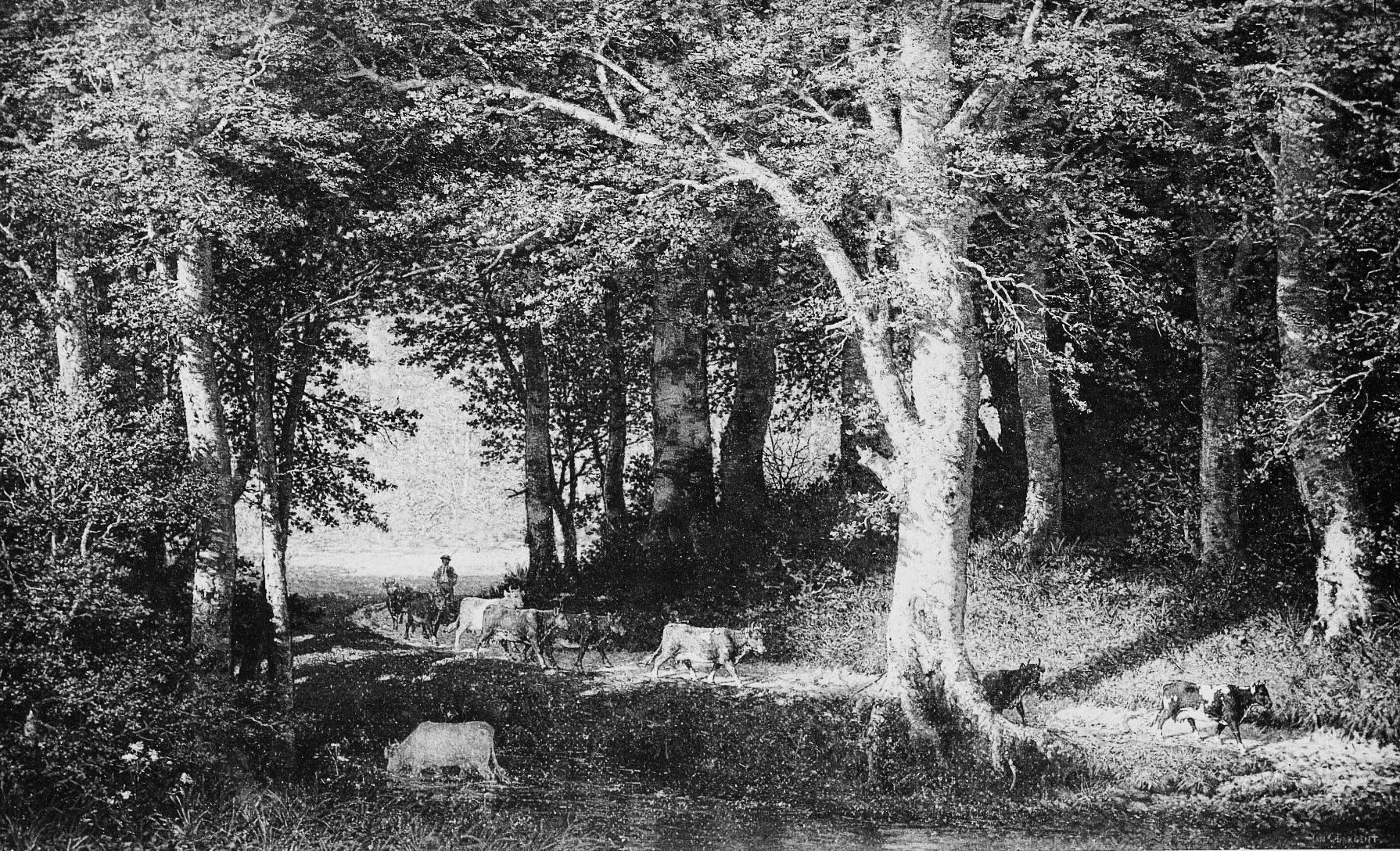
Yan' Dargent, Brézal (1896), héliogravure.

Un tableau anonyme et non localisé de 1843 représente le château de Brézal.

« Brézal se composait de trois corps de logis inégaux, accolés en ligne droite. Le plus important était un grand pavillon à trois étages, coiffé de combles mansardés. Le bâtiment situé à l'est semblait être l'ancien manoir gothique. Quelques lucarnes de pierre coupaient les toitures, mais le château, quoique assez vaste, n'avait rien d'imposant, et sa seule partie monumentale était le long bâtiment bas qui en formait l'aile gauche, avec sa décorative série de treize lucarnes à frontons ouvragés. Une ferme, un grand jardin aux parterres "en broderie", un portail décoré sur ses piliers d'urnes de granit et flanqué de pavillons, une levée, des bois, composaient à la résidence du marquis de Kersauson un cadre plein d'agrément. »

La chapelle du château, construite en 1553 par Guillaume de Brézal, devint l'église tréviale de Pont-Christ-Brézal, dépendant de la paroisse de Ploudiry jusqu'à la Révolution française ; elle est désormais en ruines et fait partie de la commune de La Roche-Maurice.

##### «Les veillées de Brézal»
À la fin du XVIIIe siècle, Brézal abrite un salon de poètes dont les réunions sont connues sous l'appellation de « veillées de Brézal », qui reçoit notamment l'abbé de Boisbilly. Louis Le Guennec en parle en ces termes :

« Cette société élégante, qui comprenait aussi le docteur Savary, était réunie par les maîtres des lieux, Jacques-Gilles de Kersauson et sa femme Bonaventure-Julienne de Brézal, au début du XVIIIe siècle, puis par leur héritier Jean-Jacques de Kersauson et son épouse Marie-Renée de Kerampuil. »

Daniel Louis Olivier Miorcec de Kerdanet, dans sa Biographie bretonne manuscrite nous restitue : 

« Au dix-huitième siècle, le château de Brézal devint le séjour des grâces et des muses. Les châtelains se plaisaient à y réunir une société élégante et choisie qu'égayait la verve aimable des abbés de Querbeuf, de Pentrez et surtout de Boisbilly. »

« Là venaient tour à tour et quelquefois ensemble les abbés de Querbeuf, de Pentrez et d'autres poètes aimables. On y faisait tous les soirs de petits vers de société, des chansons, des épîtres, des romances, mais jamais d'épigrammes. Les jeunes châtelains de Brézal inspirèrent souvent à notre aimable abbé [l'abbé de Boisbilly] des vers aussi faciles, aussi légers, aussi délicats que ceux de Chaulieu, de Chapelle ou de Bachaumont. »

##### Le moulin de Brézal

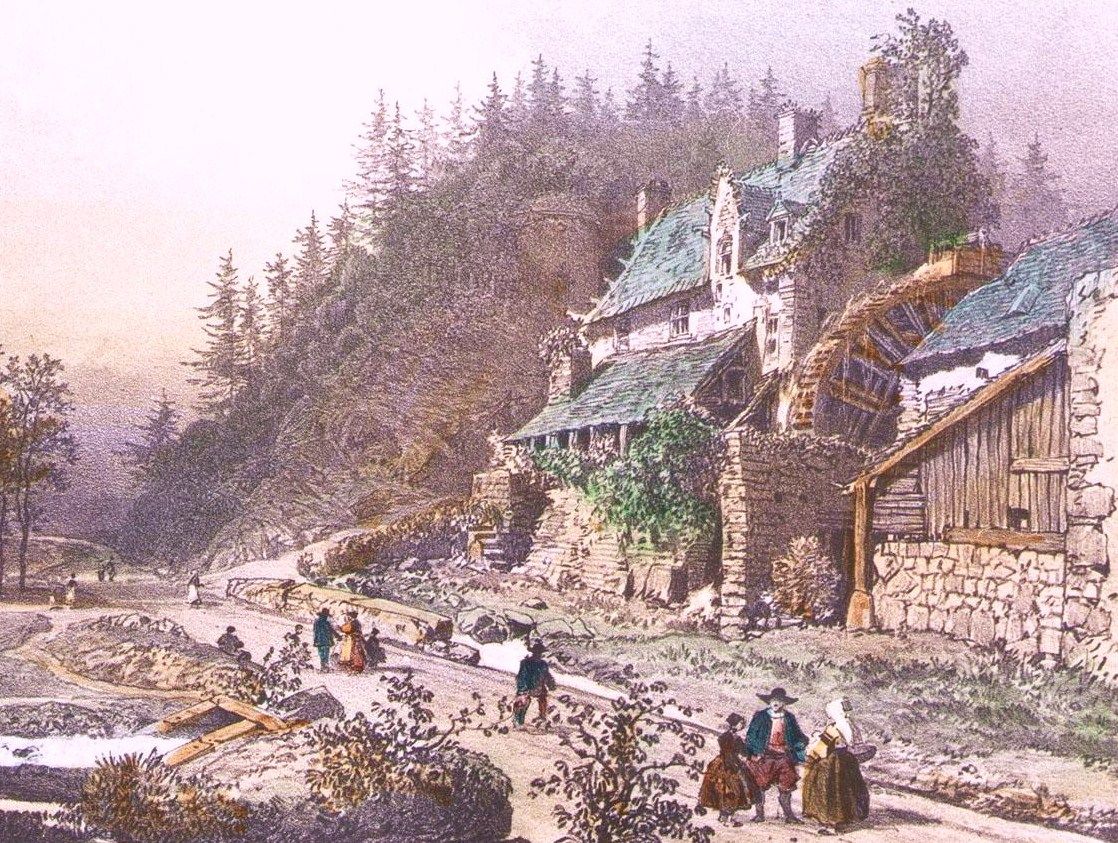
Félix Benoist, Le Moulin de Brézal (1868).

Une inscription en caractères gothiques apposée sur le moulin révèle qu'en 1520 Guillaume de Brézal et Marguerite Les Séneschal, seigneurs de Brézal, font réaliser l'étang et le moulin « au dyvis de Olivier Garric ». Louis Le Guennec évoque ainsi la construction du moulin de Brézal en 1520 :

« Jaloux d'imiter l'exemple de son suzerain, le seigneur de Brézal, dix ans plus tard, se construisait un moulin sur les plans de l'architecte Eguiner Garric, au pied de la colline qui portait son château, en face de la chapelle de Pont-Christ. Celle-ci n'est plus qu'une ruine, d'ailleurs charmante, mais son romantique voisin demeure à peu près intact, tel que Guillaume de Brézal et Marguerite Le Sénéchal, sa femme, l'avaient fait élever en 1520, derrière la chaussée qui retient l'étang célébré par le spirituel abbé de Boisbilly, aux rives duquel Yan' Dargent a cueilli ses meilleures inspirations sylvestres, et dont l'existence en amont de leur ville hantait jadis le sommeil des boutiquiers de Landerneau de rêves catastrophiques. »

Ma vank chauser ar stank Brezal !

Landernez, pakit ho stal

(« Si la chaussée de Brézai se rompt,

Landernéens, faites vos paquets ! »)
Ce texte s'explique par une rupture catastrophique de la digue de l'étang survenue au XVIe siècle et qui explique que par la suite les seigneurs de Brézal gardèrent un cheval scellé en permanence afin d'avertir au plus vite les habitants de Landerneau en cas de nouveau risque de rupture de la digue.
Le moulin de Brézal a été aussi étudié par André Croguennec.

#### Le manoir et la seigneurie de Mézarnou

##### Généalogie simplifiée de la famille de Parcevaux, propriétaire du manoir de Mézarnou
Par ailleurs, François de Parcevaux, deuxième fils d'Yvon de Parcevaux et de Jeanne de Kervern, fut archidiacre d'Ac'h, chanoine, vicaire général du Léon et recteur de Plounéventer et de Plouguerneau. Il meurt en 1562 et fut inhumé dans la cathédrale Saint-Paul-Aurélien de Saint-Pol-de-Léon.

##### Le pillage de 1594 et l'enlèvement de Marie Le Chevoir en 1595

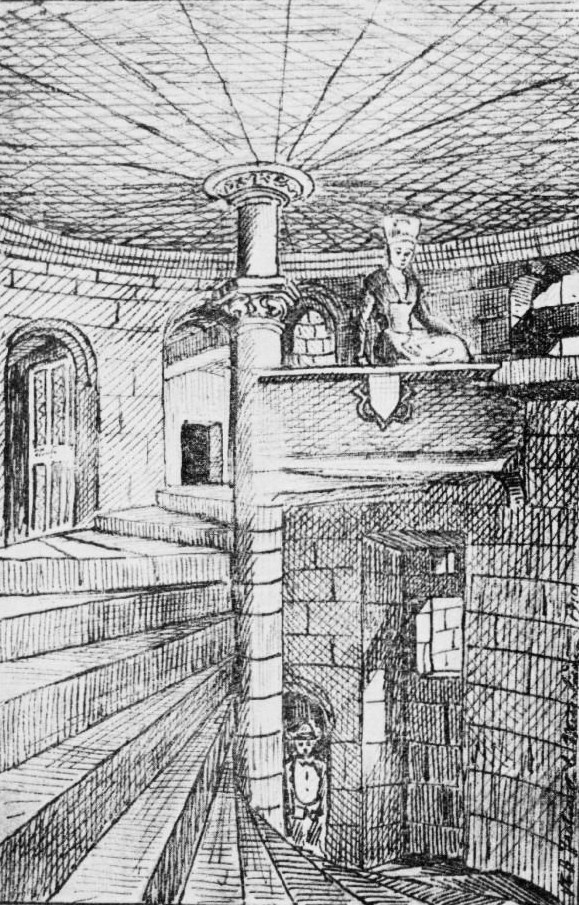
J. Baudry, L'Escalier du manoir de Mézarnou (1905).

Le manoir de Mézarnou, entouré de douves, était au cœur d'un vaste domaine qui couvrait à l'origine 17 ha et était entouré d'un mur d'enceinte, fut pillé le 1er août 1594 par Yves du Liscouët pendant les guerres de la Ligue alors que son hôte, Hervé de Percevaux, et cousin d'Yves du Liscouët, le recevait à souper, tuant deux domestiques et violant, avec ses hommes, les femmes présentes. Alain de Parcevaux, qui s'était « quelque peu mêlé aux agitations de la Ligue », désirait se ranger désormais sous la bannière royale d'Henri IV et comptait pour cela sur la médiation d'Yves du Liscouët ; au lieu de cela, ce dernier le trahit en l'arrêtant, l'envoie en prison à Brest pendant deux semaines et il ne fut libéré qu'après le versement d'une forte rançon de 9 500 écus.

« Le soir du 1er août 1594, Yves du Liscouët vint donc à Mézarnou où il devait diner. Hervé de Parcevaux alla à sa rencontre jusqu'à Landerneau. Le souper fut gai et Du Liscouët ne cessa de témoigner de l'affection au seigneur de Mézarnou […] Mais aussitôt le souper fini, au moment d'aller se coucher, il met la main au collet de son hôte et le fit prisonnier. Il fut enfermé avec les siens dans la petite salle est, contigüe à la salle à manger. Du Liscouët et ses gens se livrèrent alors au vol et au pillage. Connaissant la maison, il leur était facile de découvrir ce qu'il y avait d'intéressant. Ils emportèrent toute l'argenterie et ce qu'il y avait de précieux. Bien plus, ils pillèrent les églises de Plounéventer et de Lanneuffret, Plouédern et Trémaouézan emportant les croix, calices et ornements que ces paroisses avaient déposés à Mézarnou comme en lieu sûr. […] Les soldats de Du Liscouët établis à Mézarnou y passèrent quinze jours à butiner, après que leur maître se fut taillé la part du lion, dans les biens de celui qui l'avait reçu en ami sus son toit hospitalier »

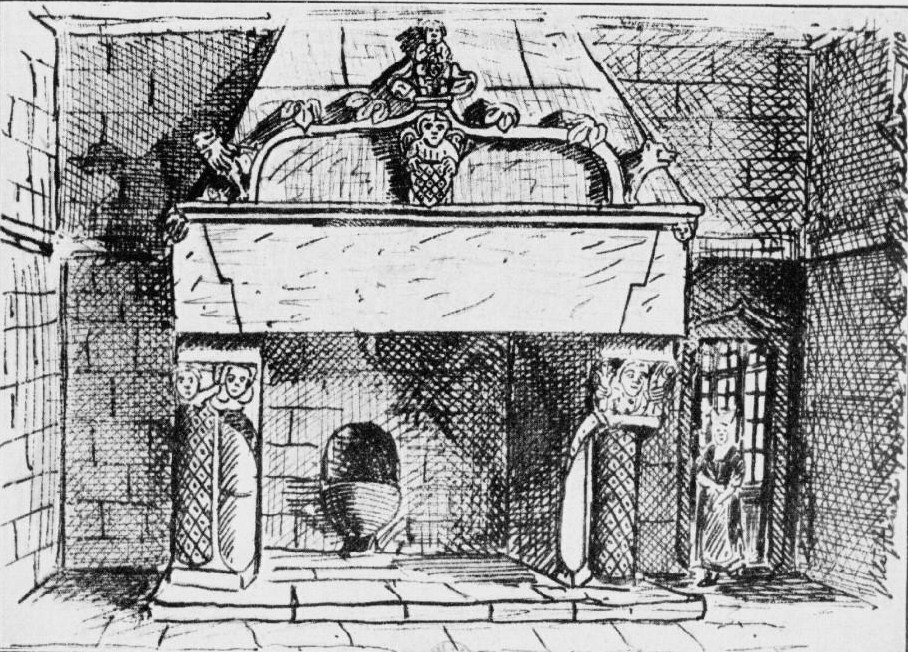
J. Baudry, Manoir de Mézarnou : la grande cheminée (1905).

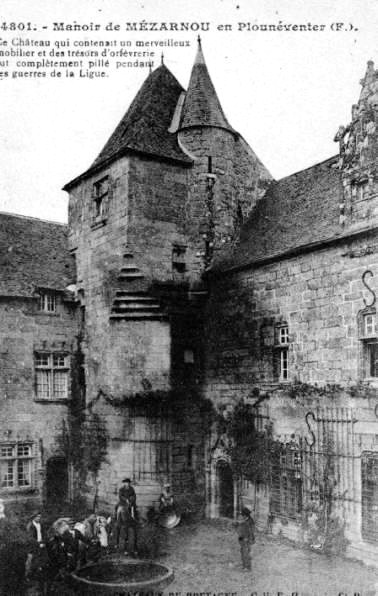
Le manoir de Mézarnou vers 1900.

Hervé de Parcevaux, sorti des prisons de Brest, dut remeubler sa maison au détriment de ses autres manoirs de La Pallue, Tihaudy et Kerascouet. Le château de Lézarnou avait à peine eut le temps de se relever de sa ruine qu'il reçut l'année suivante en juillet ou août 1595 une visite de Guy Éder de La Fontenelle.
Louis-Guillaume Moreau restitue :

« Le sieur de Percevaux, seigneur de Mazarnou, […] habitait un des plus beaux manoirs de l'évêché de Léon. […] L'entrée de Mézarnou était alors défendue par deux petits pavillons où logeaient les gardes du château. À peine La Fontenelle eut-il fait connaître à ceux-ci son nom  que […] monsieur de Mézarnou vint le recevoir avec beaucoup d'empressement. […] Le sieur de Mézarnou, après avoir fait entrer La Fontenelle dans la grande salle d'honneur située au rez-de-chaussée, fit conduire les gens de sa suite dans les cuisines et donna l'ordre de leur servir des rafraîchissements. La pièce […] était éclairée par de grandes croisées de pierres, garnies extérieurement de forts barreaux de fer entrecroisés comme les grilles d'une prison. Le feu pétillait dans l'immense cheminée de la salle du manoir. Une longue table de chêne qui, suivant l'usage du temps, occupait le milieu de l'appartement, était déjà recouverte d'une nappe de toile d'une grande finesse, sur laquelle resplendissaient de superbes pièces d'argenterie et une riche vaisselle attestant la richesse des propriétaires du lieu. »

Guy Éder de La Fontenelle, trompant la confiance de son hôte, enleva par surprise Marie Le Chevoir, riche héritière, et fille d'un premier mariage de Renée de Coëtlogon, seconde épouse d'Hervé de Parcevaux, alors âgée de 9 à 12 ans selon les sources, qu'il emmena peut-être dans un couvent d'Ursulines à Saint-Malo avant de l'épouser quelque temps plus tard, malgré son jeune âge bien avant ses 14 ans — âgée de 11 ans probablement — dans l'île Tristan.
Une gwerz, dont plusieurs versions différentes existent d'ailleurs, dont certaines collectées par François-Marie Luzel, fait allusion à ces évènements. Toutefois, un document datant de 1619, prétend que ce sont Hervé de Parcevaux et Renée de Coëtlogon qui « baillèrent prodvitoirement et livrèrent ladicte Le Chevoir de leur propre auctorité à Messire Guy Eder, sieur de La Fontenelle pour la luy faire espouser sans advis de parents ni décret de justice », sans préciser si c'était par contrainte ou par nécessité. Guy Éder de La Fontenelle réussit toutefois à se faire aimer de sa jeune épouse.
La paix revenue, Hervé de Parcevaux intenta en 1603 un procès à la veuve d'Yves du Liscouët. Dans sa requête, il exposa toutes les circonstances du pillage et fit monter la valeur de ce qui avait été pris chez lui à la somme de 70 000 écus. Ce procès dura longtemps, puisque 20 ans après, on voit Françoise de Parcevaux, petite fille d'Hervé, s'en occuper encore.

« Un inventaire réalisé en 1603 pour quantifier les objets pillés neuf ans plus tôt en dit long sur les trésors que recelait le manoir. En voici quelques très brefs extraits : trois grands bahuts, 18 coffres façon de Flandres ou de Rouen, 36 chaises garnies de cuir, trois horloges sonnantes (technique inventée en 1550). Le manoir comportait dix chambres meublées chacune de deux lits à baldaquin, avec couvertures aux franges de fil d'or et d'argent. Trente-six grands chandeliers de cuivre étaient utilisés pour l'éclairage des chambres, et douze grands en argent pour la salle à manger. Dans les bahuts, on trouvait 80 coupes et 40 tasses en argent doré ainsi que deux coupes en or massif. »

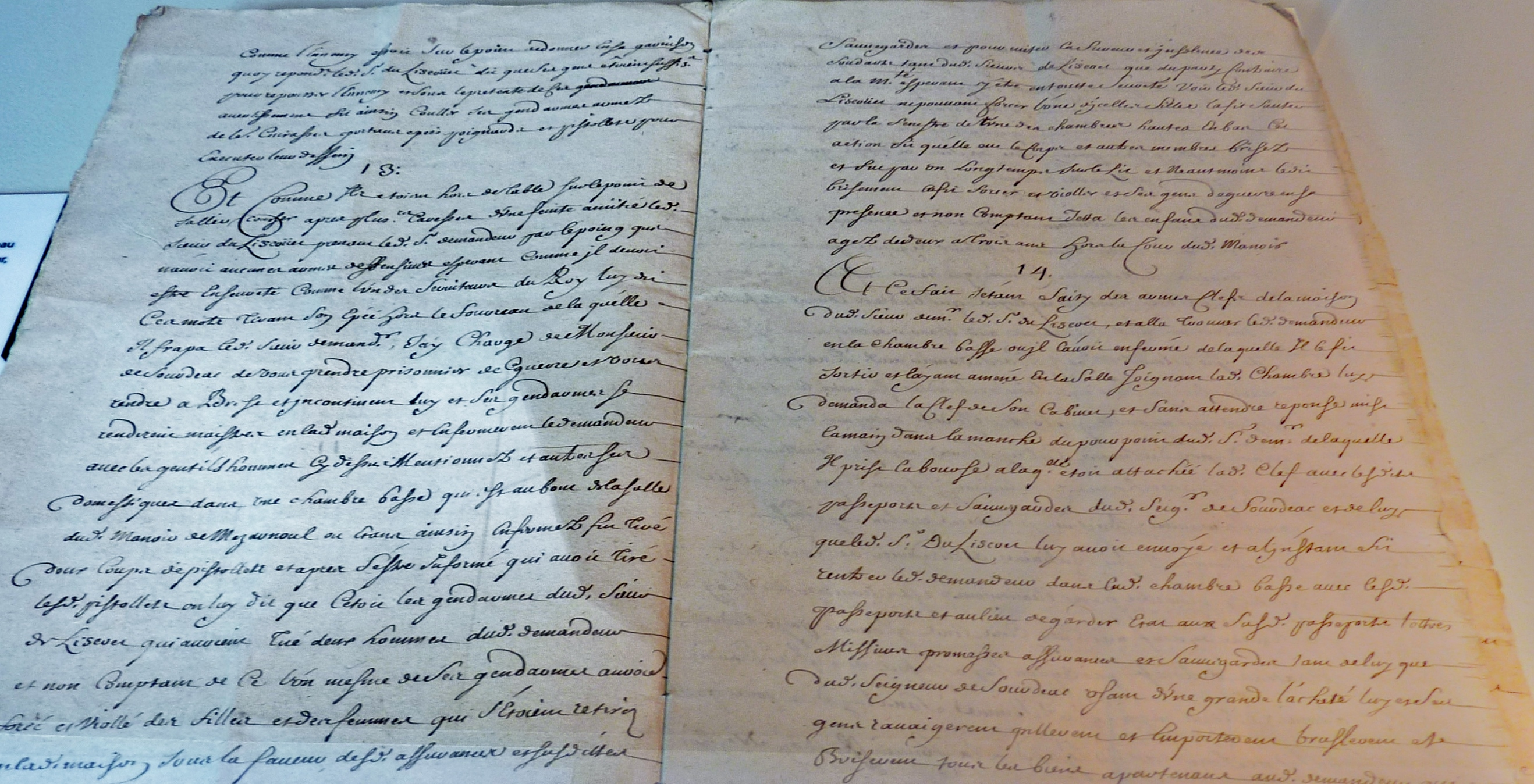
Inventaire du manoir de Mézarnou après le pillage de 1603 par Yves du Liscouët (exposition château de Kerjean en 2013).

Le même inventaire fournit d'autres précisions :

« Il nous montre autour du logis seigneurial en 1594 une « demi-douzaine de grands bœufs pour engraisser », 18 vaches à lait, « quinze ou seize taureaux ou génisses » ; en outre, dans les prairies, dans les écuries, « 28 grands chevaux tous de service hors quatre poulains de deux ou trois ans » dont le moindre vaut 200 écus, plus six chevaux hongres servant à la charrue, huit cavales avec leurs poulains de lait, et de grands chevaux appelés étallons pour couvrir juments. Quant à la volaille, faut-il la compter ?  « Trois ou quatre cents chapons et soixante-quinze coqs et poules d'Inde ». Et des greniers, des celliers, des caves qui regorgent ! « Cinq tonneaux de vin de Gascogne et deux de vin d'Anjou », « six ou sept tonneaux de froment, dix ou douze de seigle, quinze d'avoine et environ quatre tonneaux tant d'orge que de bled noir. Huit bœufs et sept pourceaux gras dans le charnier ». »

##### Mézarnou depuis leXVIIesiècle

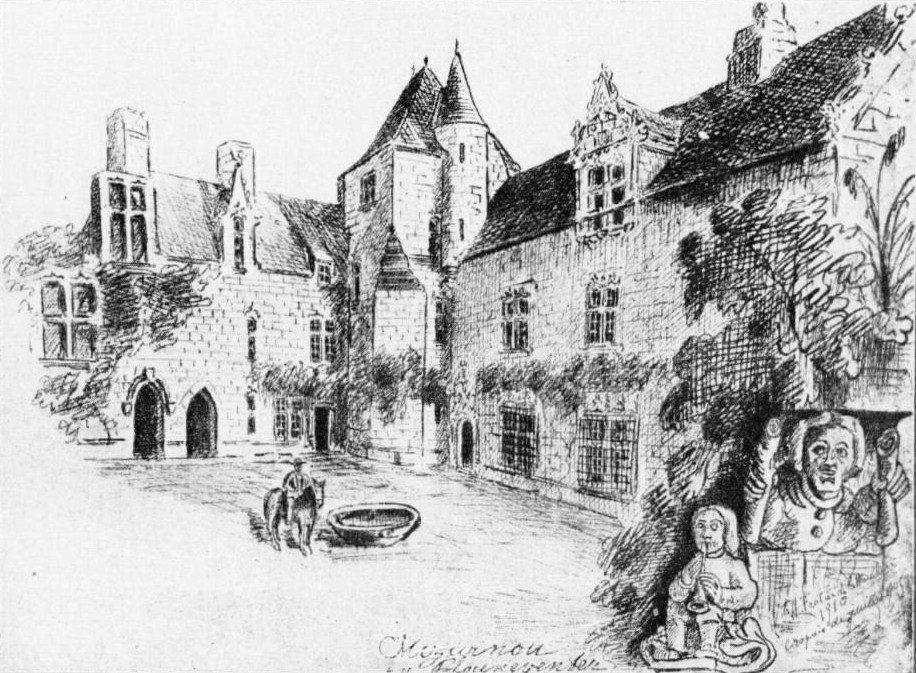
Le manoir de Mézarnou en Plounéventer vers 1910, dessin de J. Baudry.

Acheté en 1720 par Mathieu Poinconneau, maréchal héréditaire du Laonnais — qui acheta aussi le château de Kergournadec'h en Cléder) —, le manoir est loué en 1745 à Jacques Toullec, issu d'une famille de julod (paysans riches, également marchands de toiles), puis à Yves Abhervé-Guéguen, également un julod, dont les descendants l'achètent en 1806. Le manoir passe ensuite par alliance aux mains de la famille Martin, mais se dégrade progressivement dans le courant du XIXe siècle : le manoir de Kergréguen est par exemple construit en réutilisant une partie des pierres de la partie sud-est du manoir de Mézarnou.
En 1996, du fastueux manoir du XVIe siècle, il ne reste plus qu'une ruine de pierres rongée par le lierre et qui menace de s'écrouler ; la toiture et les planchers sont effondrés depuis plusieurs décennies, le manoir étant inhabité depuis le début des années 1970. Les cuisines du manoir, épargnées par le temps, conservent deux cheminées colossales. Le nouveau propriétaire a entrepris depuis 2001 la restauration du manoir de Mézarnou, désormais classé depuis le 9 avril 2002 par le ministère de la Culture.
Le manoir dans son état actuel est ainsi décrit :

« Le manoir se présente sous la forme d'un logis à cour fermée, dont le plan en équerre occupe les côtés nord et ouest. Ces 2 ailes s'articulent de part et d'autre d'une tour d'escalier passant d'un plan octogonal à un plan carré. Une tourelle circulaire, en encorbellement dans la partie supérieure dessert une chambre haute à feu. L'escalier principal en vis, en granit, par sa mise en œuvre très soignée,  est un des éléments majeurs de la demeure. Le décor des façades sur cour, de style gothique flamboyant, est particulièrement riche sur la façade de l'aile nord, réservée à l'habitation seigneuriale. »

En juillet 2010, 600 descendants des Parcevaux se sont réunis au manoir pour une grande fête de famille.
Le moulin de Penhoat (le « bout du bois »), était le moulin banal du domaine de Mézarnou. Sa chaussée retenait un étang de 9 hectares, grand quatre fois celui de l'étang de Brézal, mais désormais asséché. Le moulin ne fonctionne plus depuis 1943.
D'autres manoirs ont existé au Moyen Âge à Plounéventer comme ceux de Koat-Lestrémeur (famille Coëtivy), Locmélar (famille Poulmic), Kergréguen et Kerandy (famille Keraoul, puis Parcevaux), Le Léthy (famille Audren), Brézalou, Kereozen (famille Keryvon), Kerinizer, Kerider, Kerizien, Lanrin, etc.

#### L'activité toilière: lesjuloded
Dès le XVe siècle, Plounéventer est un centre important de l'artisanat de la toile de lin, répandue dans une bonne partie du Pays de Léon, dont l'apogée se situe vers 1680. Un groupe de marchands prend alors en main non seulement tout ce qui touche à la toile, mais aussi le gouvernement de la fabrique paroissiale appelé aussi le « corps politique ».
La richesse des juloded (« marchands toiliers ») est telle que plusieurs familles construisent ou achètent de véritables manoirs comme la famille Soubigou qui construit le manoir de Kergréguen, la famille Abhervé-Guéguen.

« Le julod le plus caractéristique du XIXe siècle […] est sans doute François Soubigou, de Plounéventer […]. Élève du collège du Kreisker de la quatrième à la seconde, « propriétaire et entrepreneur de travaux publics », il fut député en 1848, sénateur de 1876 à 1894 et mourut à Mescloagen en Plounéventer. Son orgueil de julod s'aggravait de la superbe léonarde. D'époque immémoriale, le Léon, qui n'avait pas admis que le chef-lieu du département fût à Quimper au lieu de Landerneau, accablait la Cornouaille de son mépris. Soubigou, en  un temps où les Bigoudens n'avaient pas encore enfourché le Cheval d'orgueil, s'était donné pour tête de turc au Conseil général le député Arnoult, président du comice agricole de Pont-l'Abbé. Arnoult défendait la race pie noire cornouaillaise, dont il aurait voulu faire la vache laitière et beurrière officielle de la Basse-Bretagne. Soubigou tenait pour la race froment du Léon, croisée avec les Durham. Arnoult demandait que le Concours agricole continuât d'avoir lieu à Quimper, Soubigou opinait pour Brest. »

#### Une paroisse divisée en cordelées
Toussaint Charruau, qui fut recteur de Plounéventer à partir de 1635 et mourut en 1665, qui était aussi chanoine de Léon et archidiacre de Kemenet-Ily, fonda la chapellenie de Bourlogot qui subsista jusqu'en 1883.
Entre 1690 et 1692, une série de procès opposa le conseil de fabrique de la paroisse de Plounéventer et celui de la trève de Saint-Servais, ce dernier refusant de financer une partie des charges de la paroisse-mère : Plounéventer gagna le premier jugement devant la Cour royale de Lesneven, mais Saint-Servais gagna en appel devant le Parlement de Bretagne.
Avant la Révolution française, la paroisse était divisée en cinq cordelées ou confréries dénommées Bourg, Brézalou, Loc-Mélar, Saint-Derrien et Saint-Servais. Selon un curé de Plounéventer en 1790, « il faudrait sept prêtres pour faire le service, trois pour le Bourg et Brézalou, un pour Saint-Derrien et deux pour Saint-Servais afin d'assurer une messe tous les dimanches et fêtes »[source insuffisante].
Des précisions concernant chaque curé de Plounéventer depuis 1318 jusqu'en 1982 sont consultables sur un site Internet.

Guillaume BRAS né le 8 février 1738 - Plounéventer, fils d'un des principaux contribuables de la paroisse, décédé le 4 juin 1790 - Plounéventer, à l'âge de 52 ans, Recteur de Plounéventer, décrit ainsi sa paroisse en 1774 :

« J'ai trouvé 633 feus ou ménages desquels il y a de riche le château de Brézal et celui de Keryvon, 16 ménages riches selon le païs, à être dans le cas de donner 1 200 à 1 500 livres de dot à chaque enfant ; 211 ménages aisés, qui n'ont pas, à une moitié près, la fortune des premiers ; 310 ménages pauvres […] qui en santé ne mendient pas, mais qui, pour peu qu'ils aient des infirmités, sont dans l'obligation de le faire ; 94 ménages de mendiants qui peuvent donner un nombre de 200 personnes qui mendient, desquels il y a plus de la moitié qui sont des enfants […] »

### Révolution française
Le 1er avril 1789, la paroisse de Plunneventer est représentée par deux délégués, Jean Drezen et Jean-Thomas Rozec, lors de l'assemblée de la sénéchaussée de Lesneven chargée de rédiger son cahier de doléances ; celui-ci, dans son article 65, demande « d'ériger Saint-Derrien et Locmélar en succursales de Plounéventer ».
Un prêtre de Plounéventer, Bolloré, signe en 1790 la protestation du clergé du Léon contre la Constitution civile du clergé.
Le 21 mars 1793, interrogé par le Comité de sûreté local, des témoins déclarent :

« Michel Kerbaol, domestique chez Tanguy Le Roux, de Kérolland en Plouédern, qui a déclaré qu'environ deux cents personnes de Plounéventer, tous armés de fusils et de faucilles, en passant par Kérolland l'avaient forcé à se mettre en route avec eux pour aller à Plabennec, mais qu'il n'était allé que jusqu'au moulin de Luchan, ayant trouvé moyen de s'échapper, parce qu'on marchait sans chef et sans surveillans, qu'il s'était armé d'un fusil parce qu'on le lui avait commandé. […] Gabriel Gestin, du Rest en Ploudaniel, dit que plus de trois cents personnes passèrent devant sa maison ; elles étaient, dit-on, de Plounéventer, Saint-Servais, Plougar, que plusieurs entrèrent chez lui et le forcèrent à les suivre et à s'armer de sa faucille sous peine d'être tué. […] Le comité se consulte ensuite s'il y a lieu de faire abattre les clochers où le tocsin a sonné ; on ajourne la question. »

Le Michel Kerbaol, qui s'était armé d'un fusil, était né vers 1754 - Plouédern, décédé le 29 novembre 1810 - Landerneau, à l'âge d'environ 56 ans. Marié peu de temps après l'affaire de Kerguidu, le 18 novembre 1794, à Plouédern avec Huguen Françoise.
Plusieurs habitants de la commune ont en effet participé à la bataille de Kerguidu le 24 mars 1793 et ont, pour cette raison, risqué la guillotine. Plounéventer fit partie, avec Plouguerneau, Ploudaniel, Guissény et Kerlouan, des communes condamnées à payer en tout 40 600 livres de dédommagement pour s'être rebellée (Plounéventer eut à payer 9 600 livres). Statues, croix et armoiries furent aussi saccagées pendant la Terreur.
Jacques Cambry dans son Catalogue des objets échappés au vandalisme dans le Finistère : dressé en l'an III dresse le 21 brumaire an III (13 novembre 1794) la liste des biens abandonnés au château de Brézal par l'« émigré Tinténiac » : on y trouve entre autres « un télescope en cuivre d'un pied cinq pouces sept lignes de longueur, de trois pouces de diamètre », un joli microscope, un globe céleste, « une boîte contenant des fragmens de minerais », des gravures, des dessins, des tableaux assez précieux (dont la liste est fournie), etc. Ses livres sont envoyés à la bibliothèque de Lesneven.
François ABGRALL né le 4 octobre 1757 - manoir de Kerthomas - Plusquellec, Côtes d'Armor, décédé le 15 janvier 1805 - Quimper, à l'âge de 47 ans, fut des premiers volontaires à Paris pour défendre la Convention. Arrêté et emprisonné pour ses idées, car il était un opposant à Robespierre. L'écrivain Jean Baptiste Louvet de Couvray et l'avocat Charles Jean Marie Barbaroux lui durent leur salut. François Abgrall fut élu député au conseil des 500, il échappa à la guillotine, mais fut traîné par la queue d'un cheval au château de Brest. Il était l'arrière arrière petit fils de Sébastien ABGRALL, cultivateur sur Keriouroux, à Plounéventer puis métayer au manoir de Kerthomas en Plusquellec chez les Kerouartz.
Le 30 vendémiaire an VII (21 octobre 1798), Ambroise Le Cam, curé, qui avait été prêtre réfractaire entre 1792 et 1795 tout en restant clandestinement dans sa paroisse, est agressé dans son presbytère, plusieurs hommes lui portent dans son lit des coups de crosse de pistolet. Les agresseurs n'ont jamais été retrouvés. Le recteur est mort un an plus tard.

### LeXIXesiècle
Guillaume Cléguer né le 28 février 1793 - Croas Herry - Plounéventer, décédé le 25 avril 1865 - Recouvrance, 1 Rue Pontaniou - Brest, à l'âge de 72 ans fut soldat au 65ème régiment d'infanterie de ligne, avec lequel il fit les campagnes de Hongrie, Russie, Saxe, et Pirnay.Il fut décoré de la médaille de Sainte Hélène.
Du fait du suffrage censitaire, Plounéventer est dominée par les julods, membres des familles de marchands toiliers du Haut Léon, qui contrôlent la mairie jusqu'au lendemain de la Première Guerre mondiale.
En 1826, une épidémie de fièvre typhoïde sévit à Plounéventer : par exemple, six enfants de la famille Soubigou, habitant le manoir de Kergréguen, meurent en l'espace de trois semaines.
Le 12 décembre 1846, le conseil de fabrique accepte une fondation faite par M. Souffès-Desprès, percepteur à Plounéventer, à son bénéfice. L'argent de cette fondation servit à acheter quelques objets pour l'église, mais l'essentiel de la somme fut volée vers 1847 au trésorier du conseil de fabrique qui la conservait chez lui ; la maison des Rosiers, habitée par ce percepteur, servit par la suite de maison d'école.
Le 18 septembre 1854, les sieurs François-Paul André et Isidore Huyot, minotiers à La Roche-Blanche en Plounéventer, acquièrent pour 15 ans les droits d'utilisation du brevet détenu par un certain sieur d'Heurle « pour un four circulaire propre à la cuisson du pain, avec âtre mobile […], avec foyer indépendant et tuyaux répandant la chaleur en dessous, sur les côtés et au-dessus de la partie destinée à la cuisson ».
Lors de la bataille de Montebello (1859), Charles Grall, né le 13 août 1836 à Plounéventer, est blessé, ayant reçu un coup de feu à la cuisse gauche. Décédé le 11 décembre 1910 - Toul Coz - Plounéventer, à l'âge de 74 ans. Il avait été soldat au 74ème de ligne, puis cultivateur sur Runpoulzic, à Plounéventer, employé au chemin de fer (1870), surveillant de travaux, résidant à Inzenzac (Morbihan) (1882).
Le pourcentage de conscrits illettrés à Plounéventer entre 1858 et 1867 est de 51 %.
Le 12 mai 1867, une Mission est organisée à Plounéventer ; 1 300 communions sont distribues la première semaine, 1 600 la seconde. Le calvaire qui se trouve au milieu du cimetière est édifié en cette occasion.
Pendant la guerre de 1870, 28 soldats originaires de la commune de Plounéventer sont morts pour la France. Un bataillon de la garde nationale fut constitué, avec des jeunes gens venant aussi de Bodilis et de Saint-Servais, qui alla séjourner au camp de Conlie dans des conditions très difficiles.
Jean Marie ABHERVE GUEGUEN (1840-1877), fut le capitaine de ces mobilisés, les privations du camp de Conlie et les désastres de la guerre le firent décéder jeune, à l'âge de 36 ans.
Entre 1872 et [1874, la restauration de l'église paroissiale fut en partie financée grâce à une fondation faite par Mme Le Roux de Brézal au bénéfice du conseil de fabrique. Cette même fondation permit aussi la construction du nouveau presbytère en 1882.
À la demande de l'évêque de Quimper, des moines bénédictins de l'abbaye Sainte-Marie de la Pierre-qui-Vire fondent le monastère de Kerbénéat (« maison de Benoît » en breton) en 1878 au lieu-dit Ker-an-Héré. Le couvent ouvre le 30 novembre 1878. Lire l'histoire détaillée du monastère de sa création jusqu'à aujourd'hui
Le hameau de Kériouroux en Plounéventer est frappé par une épidémie de choléra en janvier 1886 : sur ses 39 habitants, 24 sont atteints et la maladie provoque deux décès le 7 janvier 1886, un couple de cultivateurs âgés de 60 et 58 ans.
À la fin du XIXe siècle, la construction de 67 écoles de hameaux a été autorisée dans le Finistère par deux décrets :
- le décret du 25 octobre 1881 qui a délégué une subvention pour 18 écoles de hameaux sur l'arrondissement de Quimperlé, dont toutes ont été bâties ;
- le décret du 14 mars 1882 qui a délégué une subvention pour 50 écoles de hameaux sur les quatre autres arrondissements du département (Brest, Châteaulin, Morlaix, Quimper) à choisir dans les communes dont le territoire est le plus étendu et les ressources les plus restreintes : 49 ont été bâties dont une à Plounéventer (Saint-Derrien qui était à cette époque un hameau de Plounéventer)[110].

On rapporte qu'autrefois, les chemins de Plounéventer étaient dans un état si lamentable que le dimanche, en hiver, pour se rendre au bourg à la messe du matin, on avait tout intérêt à se munir d'une boîte d'allumettes ou d'un briquet et d'une poignée de paille pour faire torche, sans quoi on risquait de s'enliser dans la vase ou de tomber dans un trou d'eau, et comme les bottes n'étaient pas encore en usage, il fallait changer de chaussures en arrivant au bourg.
Le journal Le Petit Parisien du 16 décembre 1895 écrit qu'une vieille paysanne de Plounéventer, Marie Quémeneur, avait si bien pris goût à conter des contes à M. Sauvé, qu'elle en dit jusqu'à son lit de mort et qu'elle trépassa tandis qu'elle narrait une histoire.

### LeXXesiècle

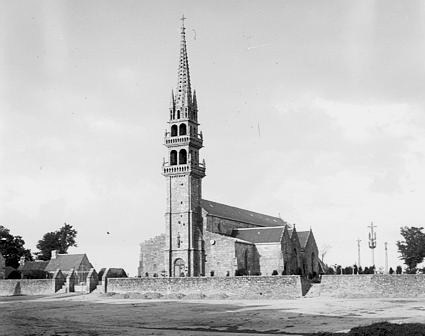
L'église de Plounéventer en 1900.

#### Les tensions religieuses au début duXXesiècle
Le XXe siècle commence à Plounéventer par la Mission qui débuta le 8 avril 1901 et dura 15 jours. On distribua 700 communions la première semaine et 1 100 la seconde semaine.
Par arrêté du préfet du Finistère, l'école publique de Plounéventer, tenue jusque-là par les religieuses des Filles du Saint-Esprit, est laïcisée le 6 septembre 1902. Le 10 septembre 1902, les Sœurs du Saint-Esprit qui étaient installées à Plounéventer depuis 1867, y tenant une école, furent expulsées en vertu de la loi sur les congrégations. Le maire, Auguste Soubigou, leur donna asile dans sa propre maison ; il fut suspendu par le préfet pour s'être opposé aux expulsions. Une tentative de réouverture illégale de l'école catholique eut même lieu en janvier 1904.
Les moines bénédictins de Kerbénéat furent expulsés peu après, le 24 avril 1903 :

« La foule entoure le monastère, attendant l'arrivée du commissaire de police et du juge de paix. Quelques manifestations se produisent. Le conseil municipal de Plounéventer, ayant à sa tête M. Soubigou, maire, est arrivé pour exprimer au Père Abbé Bouchard les regrets de la population. Les notabilités des communes environnantes arrivent et vont saluer le Père Abbé. Toutes les routes sont gardées. Des paysans et des cyclistes surveillent l'arrivée des étrangers. Trois brigades de gendarmerie de Landerneau et Landivisiau ont reçu l'ordre de se tenir prêtres à accompagner le commissaire à l'abbaye. Une foule […] a poussé des cris : “Vive la liberté ! Vivent les moines !”. Les commissaires ont fouillé l'hôtellerie de l'abbaye et la ferme qui en dépend. Une nouvelle manifestation hostile a accueilli le départ des commissaires; des paysans étaient accourus au son de la cloche. Les paysans de Kerbénéat ont décidé de monter la garde jour et nuit dans l'abbaye. Le liquidateur Le Couturier est arrivé le 1er mai pour la levée des scellés. »

Les moines, expulsés en avril 1903 par application de la Loi sur les congrégations, dite aussi Loi de 1901, partirent alors au Pays de Galles à Glynn-Abbey, puis à Noyadd-Wylin près de Cardigan. Ils revinrent en France en 1919, s'installant provisoirement au château de La Douyë en Béthisy-Saint-Pierre (Oise) et revinrent le 21 novembre 1922 à Kerbénéat.
À partir de 1950, ayant acheté le domaine de Landévennec, les moines relevèrent la nouvelle abbaye Saint-Guénolé de Landévennec et quittèrent à nouveau Kerbénéat[source insuffisante].
Le 5 mai 1906, Plounéventer est concerné par la querelle des inventaires : en vertu de la Loi de séparation des Églises et de l'État, le percepteur de Landivisiau vint ce jour-là dresser l'inventaire des biens d'église ; il se rendit au presbytère où le conseil de fabrique s'était réuni, mais il dut se retirer sans avoir opéré, le conseil de fabrique s'étant opposé à toute perquisition et lui ayant signifié qu'il défendrait tous les biens de la paroisse par tous les moyens en son pouvoir. Le percepteur voulut alors se rendre à l'église, mais la population accourue en toute hâte, à l'appel du tocsin, s'y était retranchée en verrouillant les portes. Le percepteur dut donc capituler, mais en partant, il promit de revenir avec les forces armées.
Achetée d'abord par un propriétaire privé, l'abbaye est rachetée en 1914 par l'évêché de Quimper.
Par ailleurs, entre 1910 et 1913, à plusieurs reprises, des demandes de création d'une voie ferrée allant de Landivisiau à Lannilis en passant par Bodilis, Plounéventer, Saint-Derrien, Saint-Méen et Lesneven furent effectuées, mais non suivies d'effet.

#### Les guerres duXXesiècle

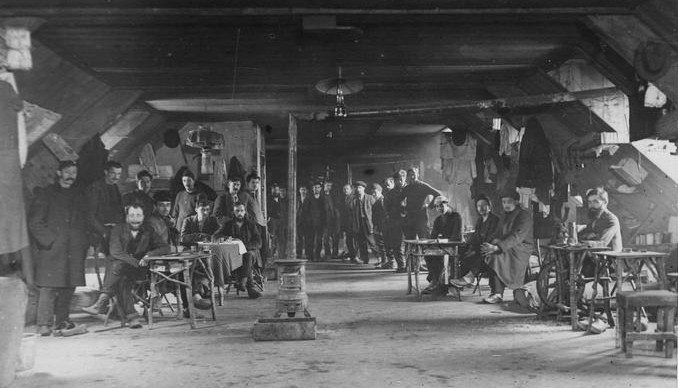
Dortoir d'internés à Kerbénéat en 1916.

Pendant la Première Guerre mondiale, les locaux de l'abbaye de Kerbénéat, qui n'étaient plus occupés par les moines car ils en avaient été expulsés, réquisitionnés par l'administration militaire, furent affectés comme camp à l'hébergement des prisonniers allemands, puis servirent de camp d'internement civil. Dix-huit photographies prises en 1916 par Édoaurd Brissy illustrent la vie quotidienne dans ce camp d'internement.

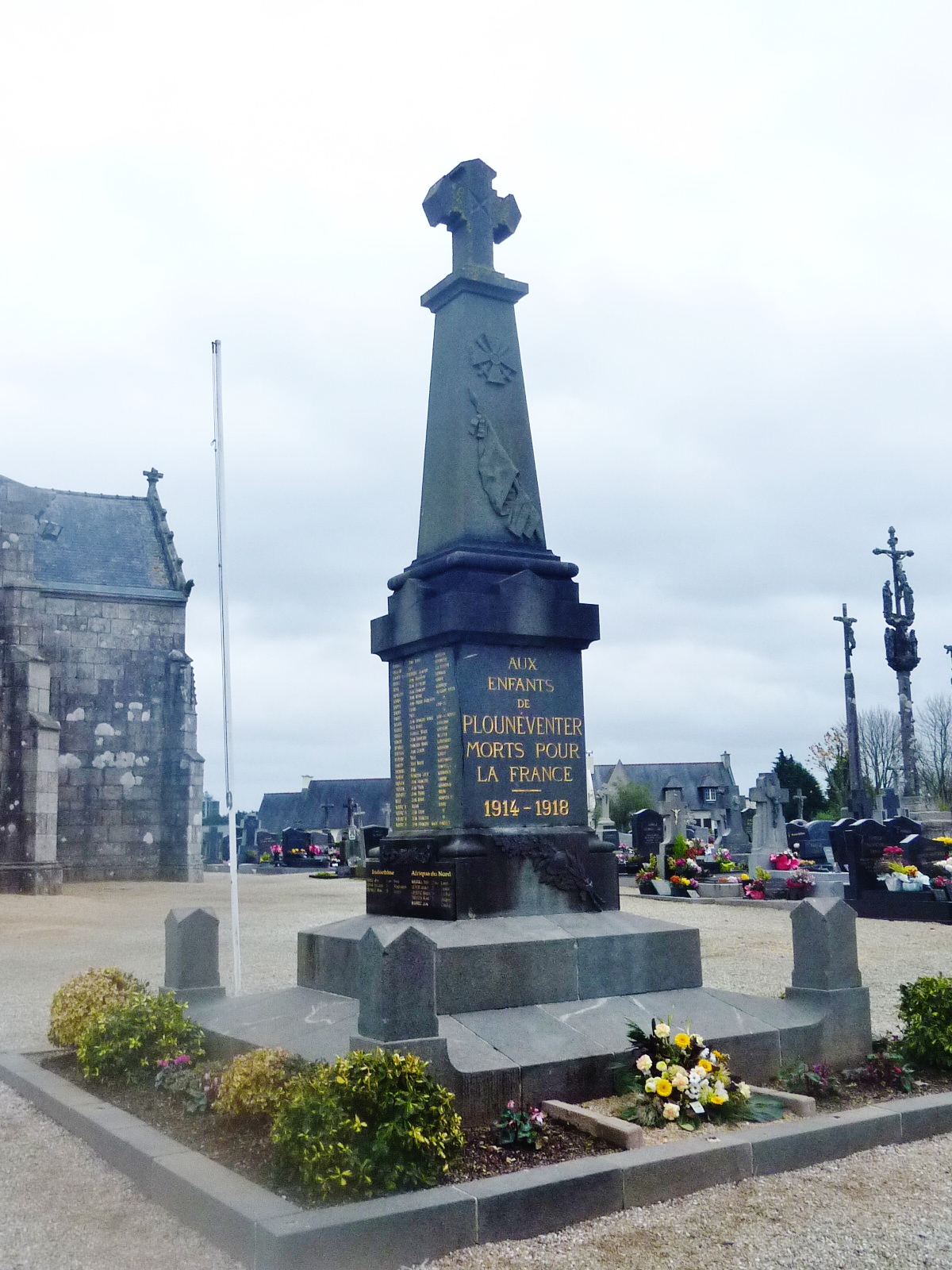
Le Monument aux morts de Plounéventer.

Le monument aux morts de Plounéventer porte les noms de 44 personnes mortes pour la France, dont 28 pendant la Première Guerre mondiale et 16 pendant la Seconde Guerre mondiale. Parmi ces dernières, Joseph Louis Galliou, né le 2 septembre 1920 à Plounéventer, parachutiste au 2e régiment de chasseurs parachutistes, fut fusillé par les Allemands à Trédion (Morbihan) au lieu-dit Kerlanvaux le 15 juillet 1944 en même temps que six autres parachutistes et un paysan,. Après la guerre, un monument a été érigé à Kerlanvaux en Trédion pour honorer sa mémoire et celle de ses camarades. Il est constitué d'une colonne brisée en marbre sur la quelle est sculptée une croix dorée, dressée sur un socle de pierre sur lequel sont gravés en lettres dorées les noms des six parachutistes SAS et du fermier qui les avait hébergés.
Athanase Tigréat né le 3 mai 1920 - Plounéventer, décédé le 5 janvier 2020 - Landerneau, à l'âge de 99 ans a été un ancien résistant, emprisonné en Pologne dans le camp de Kobierzyn pendant plusieurs années. Il reçut la croix de chevalier de la Légion d'honneur.

Le site plouneventer.fr narre un récit de la Première Guerre mondiale et de l'Entre-deux-guerres à Plounéventer.

## Politique et administration

### Héraldique
| Blason de Plounéventer | Blason  | Parti : au premier d'azur à la jumelle d'or ployée, contre-ployée et jointe en abîme, accompagnée de deux fleurs de lys (inspirés du socle de la statue de saint Néventer) du même, au second d'or à une ombre d'épi de blé, à la tête de cheval de sable contournée (évoquant les activités agricoles), brochant sur l'épi ; le tout sommé d'un chef d'argent chargé de cinq mouchetures d'hermine de sable (rappelant l'appartenance à la Bretagne) ; le tout enfermé dans une bordure d'argent chargée de trois chevrons d'azur (qui rappellent le blason des Parcevaux). |
| Blason de Plounéventer | Détails | Le statut officiel du blason reste à déterminer. |

## Démographie
L'évolution du nombre d'habitants est connue à travers les recensements de la population effectués dans la commune depuis 1793. Pour les communes de moins de 10 000 habitants, une enquête de recensement portant sur toute la population est réalisée tous les cinq ans, les populations de référence des années intermédiaires étant quant à elles estimées par interpolation ou extrapolation. Pour la commune, le premier recensement exhaustif entrant dans le cadre du nouveau dispositif a été réalisé en 2007.
En 2022, la commune comptait 2 212 habitants, en évolution de +5,48 % par rapport à 2016 (Finistère : +2,16 %, France hors Mayotte : +2,11 %).
| 1793  | 1800  | 1806  | 1821  | 1831  | 1836  | 1841  | 1846  | 1851  |
| ----- | ----- | ----- | ----- | ----- | ----- | ----- | ----- | ----- |
| 2 562 | 3 884 | 2 417 | 2 334 | 2 630 | 2 754 | 2 810 | 2 884 | 2 796 |

| 1856  | 1861  | 1866  | 1872  | 1876  | 1881  | 1886  | 1891  | 1896  |
| ----- | ----- | ----- | ----- | ----- | ----- | ----- | ----- | ----- |
| 2 748 | 2 794 | 2 877 | 2 927 | 2 921 | 1 903 | 1 879 | 1 942 | 1 907 |

| 1901  | 1906  | 1911  | 1921  | 1926  | 1931  | 1936  | 1946  | 1954  |
| ----- | ----- | ----- | ----- | ----- | ----- | ----- | ----- | ----- |
| 1 827 | 1 785 | 1 827 | 1 823 | 1 832 | 1 839 | 1 785 | 1 823 | 1 531 |

| 1962  | 1968  | 1975  | 1982  | 1990  | 1999  | 2006  | 2007  | 2012  |
| ----- | ----- | ----- | ----- | ----- | ----- | ----- | ----- | ----- |
| 1 466 | 1 303 | 1 310 | 1 416 | 1 498 | 1 483 | 1 659 | 1 684 | 2 083 |

| 2017  | 2022  | - | - | - | - | - | - | - |
| ----- | ----- | - | - | - | - | - | - | - |
| 2 088 | 2 212 | - | - | - | - | - | - | - |

Plounéventer gagne des habitants aussi bien par immigration nette (+ 1,1 % l'an entre 1999 et 2008) que par excédent naturel (+ 0,8 % l'an entre 1999 et 2008). De 2000 à 2009 inclus, la commune a enregistré 251 naissances pour 110 décès. Le rajeunissement de la population a été spectaculaire ces dernières années les 0 à 19 ans forment en 2008 27,5 % de la population, les 65 ans et plus 14,7 % seulement.
Ce regain démographique s'explique par la prolifération des lotissements habités par des migrants pendulaires : de 1968 à 2008, le nombre des logements est passé de 306 à 673, faisant donc plus que doubler en 40 ans (dont 110 logements supplémentaires pour la seule période 1999-2008. Il s'agit essentiellement de pavillons (94,3 % sont des logements individuels en 2008) et essentiellement des résidences principales (93,8 % du total en 2008).

### Évolution du rang démographique
| selon la population municipale des années : | 1968 | 1975 | 1982 | 1990 | 1999 | 2006 | 2009 | 2013 |
| Rang de la commune dans le département      | 135  | 123  | 130  | 136  | 135  | 131  | 121  | 112  |
| Nombre de communes du département           | 286  | 283  | 283  | 283  | 283  | 283  | 283  | 283  |

En 2017, Plounéventer était la 112e commune du département en population avec ses 2 088 habitants (territoire en vigueur au 1er janvier 2020), derrière Lanvéoc (111e avec 2 095 habitants) et devant Telgruc-sur-Mer (113e avec 2 085 habitants).

## Jumelages
- Ventron (France) depuis 1990.

Plounéventer est jumelé avec Ventron, commune des Vosges, depuis le 24 mai 1990.

## Lieux patrimoniaux

### Patrimoine civil
- Au nord de la commune, dans le village de Kerilien ont été trouvés les vestiges d'une agglomération gallo-romaine assez importante d'où part un réseau de voies romaines. Elle faisait partie de la cité gallo-romaine des Osismes. On l'identifie souvent à Vorganium[147][source insuffisante].
- Le site archéologique de Morizur, inscrit au titre des monuments historiques en 1990[148], ensemble fortifié médiéval[149].
- Le manoir de Mézarnou (XVIe siècle).
- Le manoir de Kérinizan.
- Le manoir de Kergreguen.
- Le kanndy de Kergreguen.
- Le château de Brézal, construit au milieu du XIXe siècle, se trouve dans un parc de 10 hectares, parmi des grandes pelouses parsemées d'arbres. Il est utilisé pour des réceptions (location de salle, salle de mariage, salle de réception). La chapelle privée du château a un chevet à pans coupés et un clocher à galerie ; elle est dédiée à saint Guillaume et à sainte Claire et date du XIXe siècle. Un colombier, qui date du XVIe siècle, se trouve à proximité.
- Le moulin de Brézal, bien connu, avec une architecture remarquable, situé juste en aval de l'étang qui l'alimente en eau, est un ancien moulin à farine. Une inscription sur son pignon indique qu'il fut construit en 1520 par Guille de Brézal et Marguerite Le Sénéchal, sieur et dame de Brézal. Il devint un restaurant durant la seconde moitié du XXe siècle. Il existe deux autres moulins, dits "de Brezal" sur la commune de Plounéventer. Cf description du premier moulin de Brézal
- Le moulin à papier de Brézal, situé sur l'Elorn en aval, a un petit kilomètre du précédent. Moulin à papier à l'origine, il hébergea les "forges de Brézal" à partir de 1879, sa roue donnant l'énergie pour activer la soufflerie nécessaire à la fonderie. Cf description du 2è moulin de Brézal
- Le moulin de Brézal-Constançou, situé sur la rivière La Flèche, à l'extrême nord de la commune de Plounéventer. Il s'appelle ainsi car il se trouve à Constançou et a appartenu aux seigneurs de Brezal. C'était un moulin à farine. Cf description du 3è moulin de Brézal
- Le moulin de Penhoat ou Penhouat.

### Patrimoine religieux
- L'église paroissiale Saint-Néventer[150] : l'église actuelle a connu de nombreuses réparations, particulièrement en 1659. Une importante rénovation fut aussi réalisée de 1872 à 1874. L'église paroissiale, sous le patronage de saint Néventer, est un édifice moderne avec une flèche de 1766 ; le porche méridional, élevé en 1643, est orné de la statue du saint, en costume de chevalier, l'écu au bras et l'épée au poing, en mémoire d'un combat qu'il soutint, de concert avec saint Derrien, son compagnon, contre un dragon qui ravageait la région au IVe siècle[151]. Le clocher est à deux galeries. Un bénitier date de 1659. Les autels datent du XIXe siècle : celui de la Vierge de 1875, celui des Trépassés de 1876, celui de saint Joseph possède des niches consacrées à saint Éloi et saint Herbot. Le grand vitrail du chœur représente la Crucifixion et un autre la Transfiguration, dus tous les deux à Yan' Dargent ; un autre vitrail, qui représente la Fuite en Égypte a été offert par la famille Soubigou. L'église abrite aussi des statues de saint Néventer, saint Pierre et un crucifix du XVIIe siècle[118].

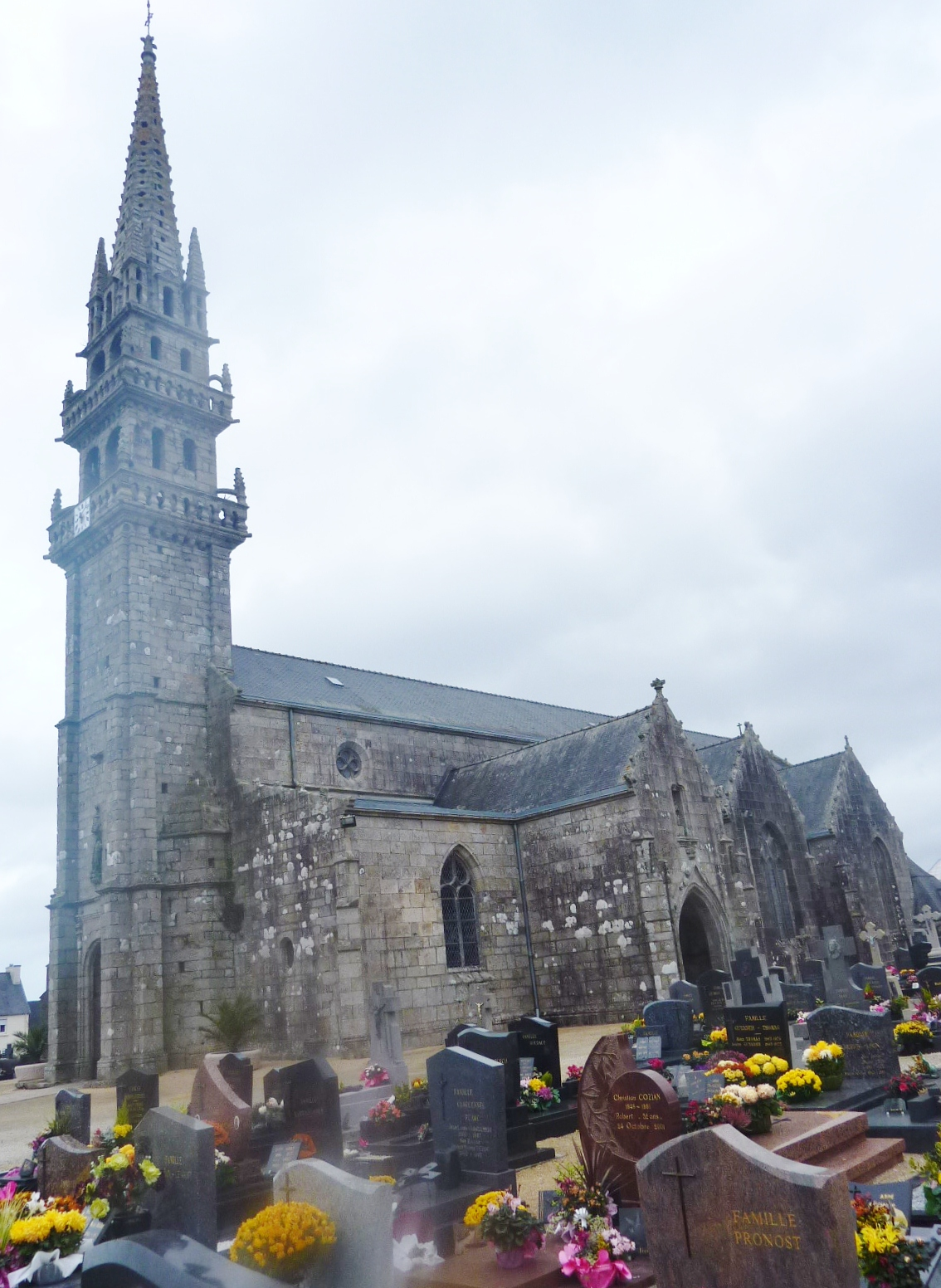
L'église paroissiale Saint-Néventer et le cimetière l'entourant.
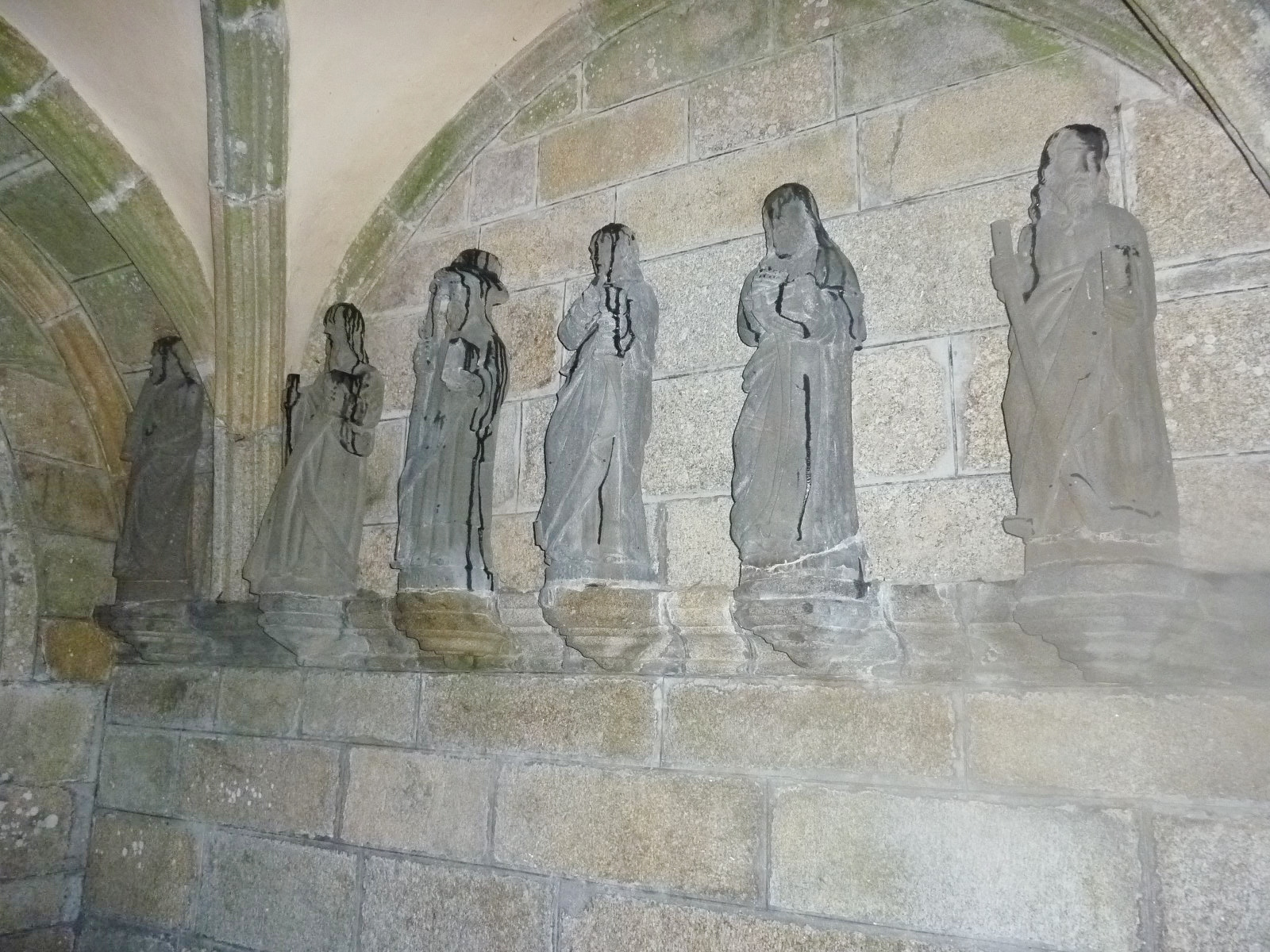
L'église paroissiale Saint-Néventer, six statues du porche.
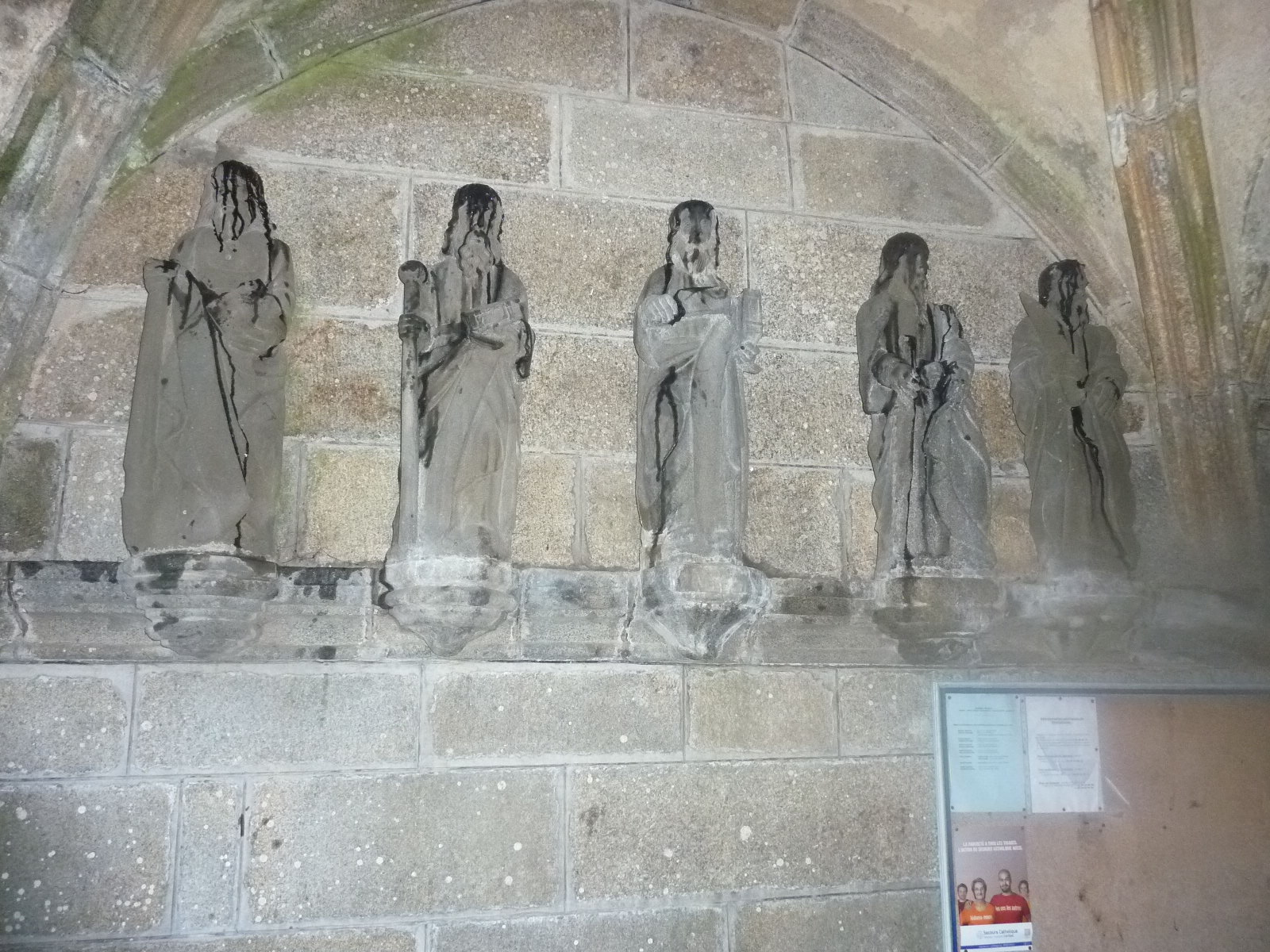
L'église paroissiale Saint-Néventer, les six autres statues du porche.
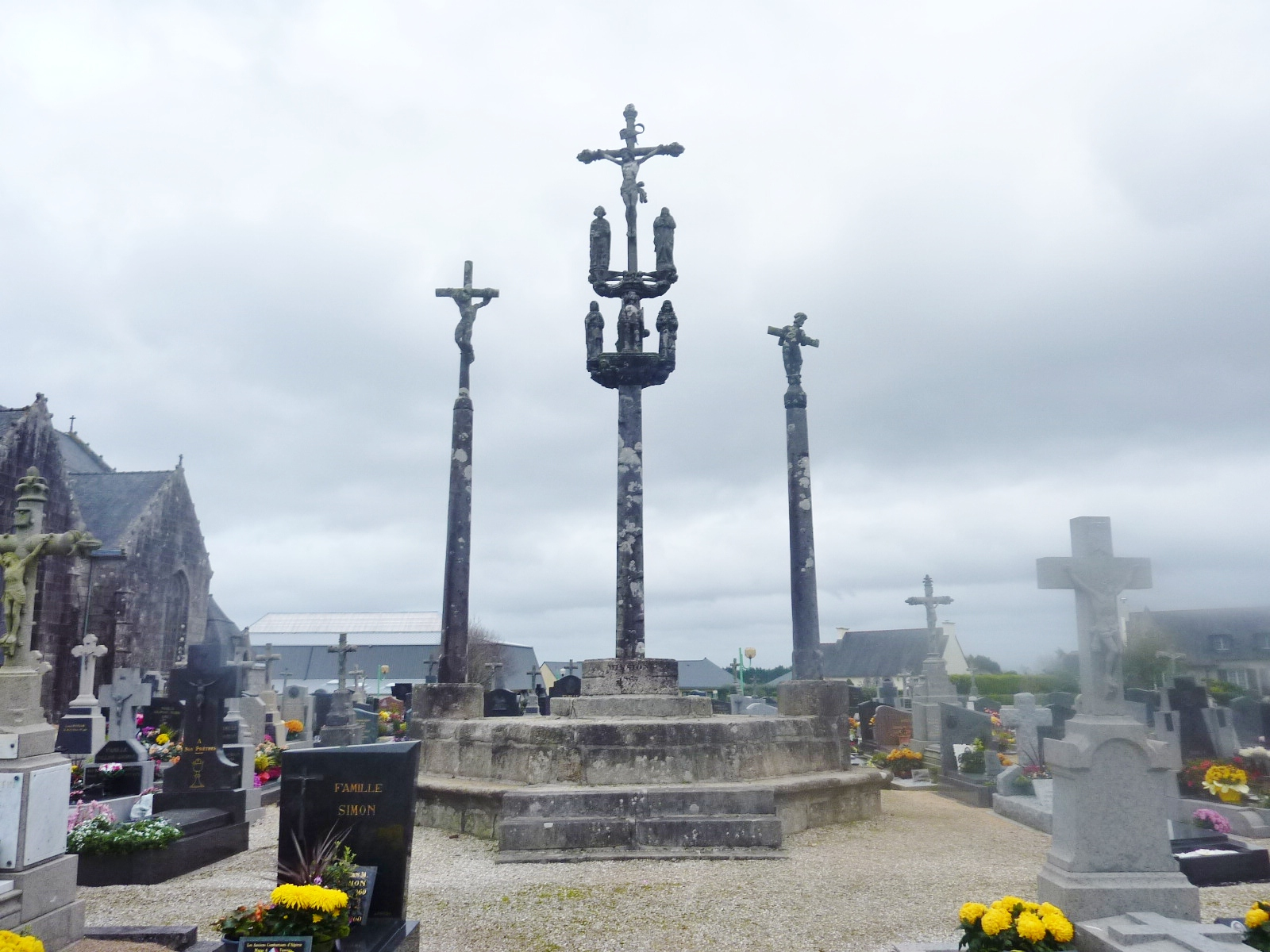
Le calvaire de l'enclos paroissial au milieu du cimetière.
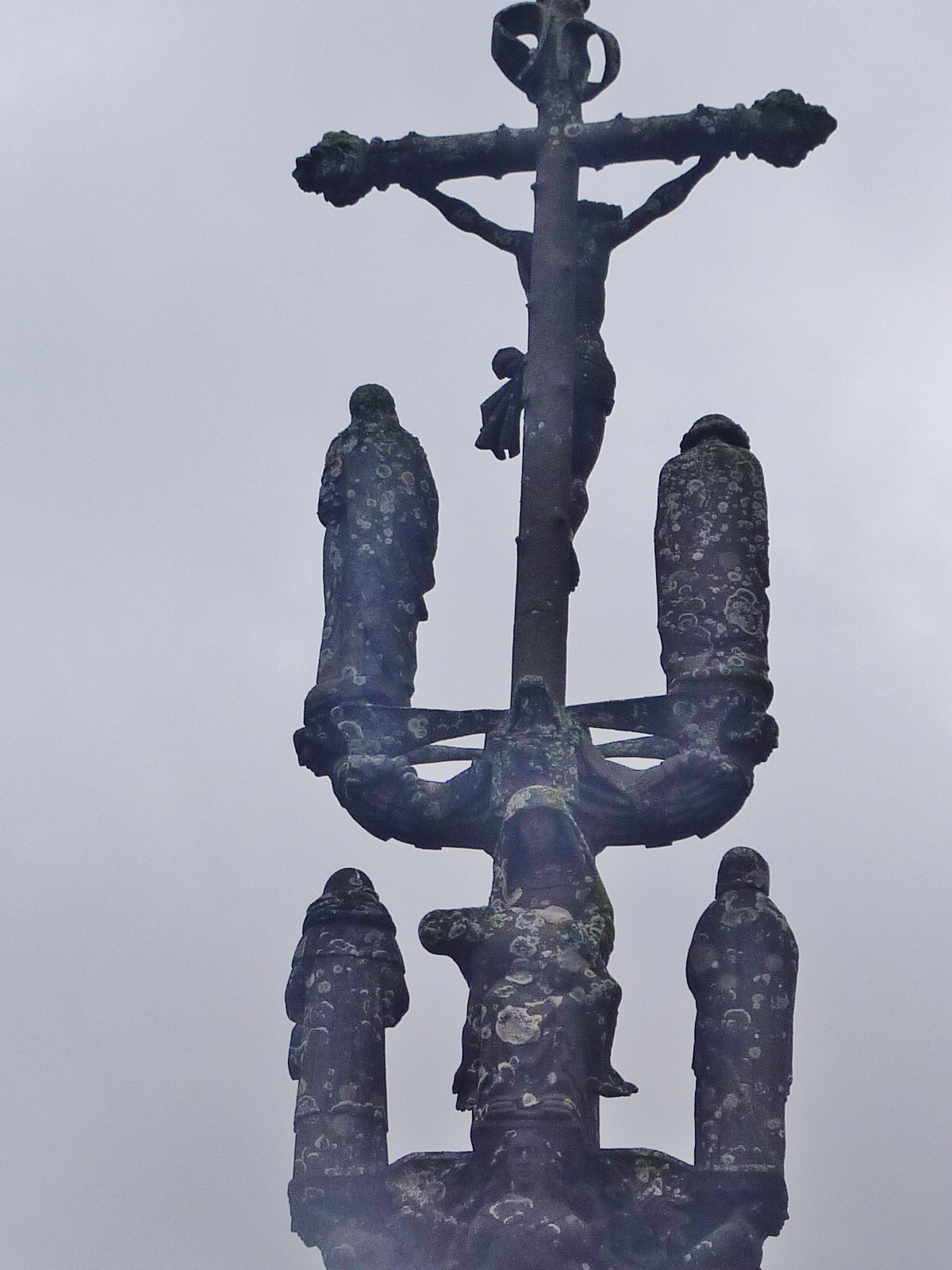
Le calvaire de l'enclos paroissial, partie sommitale.

- La chapelle de Locmélar : dédiée à saint Mélar, en forme de croix latine et de style Renaissance date probablement de 1564 d'après une inscription sur la pierre d'autel. Son chevet fut refait en 1724 et, tombée en ruines, elle a été progressivement restaurée à partir de 1982.

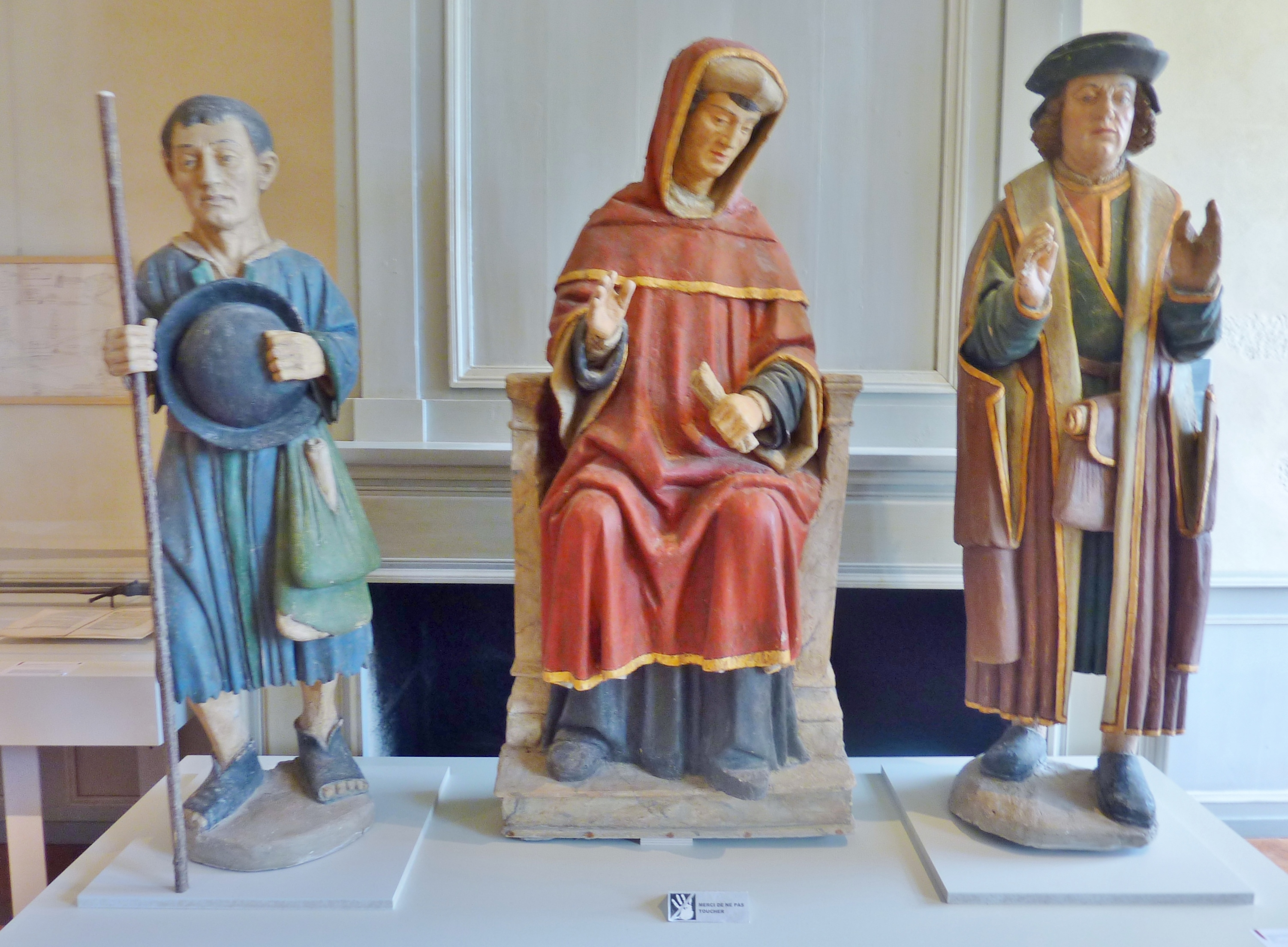
Chapelle Saint-Mélar de Locmélar: saint Yves entre le riche et le pauvre (exposition au château de Kerjean en 2013).

- L'abbaye de Kerbénéat : édifiée en 1878, elle fut délaissée par les moines en 1950, mais reprise en 1977 par les sœurs bénédictines du Calvaire de Landerneau[152].

## Personnalités liées à la commune
- La famille Soubigou, une famille de juloded, a fourni sept maires à Plounéventer, ainsi que deux sénateurs, deux députés, plusieurs conseillers généraux et une secrétaire d'État :
  - Jean Soubigou, né le 29 août 1734 à Ploudiry et mort le 2 mai 1808 au manoir de Kergréguen en Plounéventer, fut le premier maire de Plounéventer. Marié le 19 février 1754 à Plounéventer avec Françoise Traouez ;
    - leur fils, Nicolas Soubigou, né le 28 décembre 1760 à Plounéventer, fut brièvement maire de Plounéventer en 1791-1792. En 1793, il joua un rôle notable à Lesneven pour calmer la révolte des paysans du Léon. Marié le 6 juillet 1784 à Plounéventer avec Renée Nicole Abhervé-Guéguen, il construisit le manoir de Kergréguen où il est mort le 2 septembre 1810 ;
    - un autre de leurs fils, Jean-Marie Soubigou, cultivateur et marchand-toilier, né le 7 mai 1787 à Plounéventer et mort le 18 avril 1856 à Plounéventer, fabricant et marchand de toiles, fut fabricien et conseiller général. Marié le 9 novembre 1809 à Ploudaniel avec Marie-Yvonne Martin ;
      - leur fils, François Soubigou, né le 11 février 1819 au manoir de Kergréguen en Plounéventer et mort le 17 février 1902 à Plounéventer, fut brièvement député en 1848, puis sénateur du Finistère de 1876 à 1894. Il fit ses études au collège de Saint-Pol-de-Léon, et se consacra ensuite à l'agriculture, étant entre autres éleveur de chevaux. Candidat du clergé, il fut élu, le 23 avril 1848, représentant du Finistère à l'Assemblée constituante, le 10e sur 15, avec 67 208 voix. Il siégea à droite, dans son pittoresque costume de paysan bas-breton, fit partie du Comité de la marine, et vota pour le bannissement de la famille d'Orléans, contre l'abolition de la peine de mort, contre l'impôt progressif, etc. Non réélu lors des élections législatives des 13 et 14 mai 1849, il retourna en Bretagne et ne reparut sur la scène politique qu'après 1870 et parvint à se faire élire sénateur le 30 janvier 1876. Il prit siégea à l'extrême droite légitimiste et catholique, toujours dans son costume bas-breton, et vota la dissolution de la Chambre demandée, le 23 juin 1877, par le ministère de Broglie. Il fut réélu le 25 janvier 1885, mais atteint par les fatigues de l'âge, ne fit plus que de brèves apparitions au palais du Luxembourg. Il fut aussi conseiller général du canton de Landivisiau à partir de 1871[153],[154]. Sa tombe, qui se trouve dans le cimetière de Plounéventer, porte son buste en costume de julod (marchand toilier) sculpté par Yann Larc'hantec[155]. « François-Louis Soubigou est le “julod” le plus caractéristique du XIXe siècle » a écrit Yves Le Gallo[156]. Marié en 1846 avec Marie-Jeanne Prigent et remarié en 1851 avec Marie-Françoise Allançon ;
        - leur fils, Auguste-Marie Soubigou, né le 19 septembre 1852 à Plounéventer et mort le 12 novembre 1910 à Plounéventer, marié le 18 septembre 1879 à Plounéventer avec Marie-Anne-Élisa Prigent, fut maire de Plounéventer de 1902 jusqu'à son décès ;
        - leur fille, Marie-Josèphe-Élisa Soubigou, née le 14 octobre 1854 à Plounéventer, se marie le 15 novembre 1879 à Plounéventer avec François Boucher, né en 1858 ;
          - leur fils, Laurent Boucher, né le 29 novembre 1885 à Plounéventer, fut maire de Plounéventer entre 1910 et 1920. Élu maire âgé de 25 ans, il fut mobilisé pendant la Première Guerre mondiale et dut être temporairement remplacé dans ses fonctions pendant la durée de la guerre ;

      - Joseph-Marie Soubigou (dit Job, autre fils de Jean-Marie Soubigou et Marie-Yvonne Martin), né le 27 février 1815 à Plounéventer et mort le 3 juin 1876 à Plounéour-Trez, marié le 27 février 1846 à Plounéventer avec Marie-Anne Ollivier, fut maire de Plounéventer entre 1863 et 1876 ;
      - Jean-Pierre Soubigou, frère du précédent et de François-Louis Soubigou, né le 24 janvier 1828 à Plounéventer et mort le 21 décembre 1905 à Plounéventer, entrepreneur de travaux publics, marié avec Marie-Françoise Baron, née le 3 juin 1832 à Saint-Thégonnec, fut maire de Plounéventer de 1876 à septembre 1902, date à laquelle il envoya sa démission au préfet du Finistère pour protester contre l'expulsion des religieuses, à la suite de quoi il fut révoqué ;
        - leur fils, Louis Soubigou, né François-Louis-Marie-Pascal Soubigou le 14 avril 1863 à Kergréguen en Plounéventer et mort le 21 octobre 1914 à Lesneven, fut député du Finistère de 1912 à 1914. Il fit ses études au collège de Lesneven, puis à l'université catholique d'Angers et à la faculté de droit de Paris. Jeune encore, il fonda à Landerneau la Conférence Sainte-Anne, société d'études réunissant de jeunes militants catholiques (il fut président de l'Action catholique dans le Finistère pendant plusieurs années), et s'installa comme notaire à Lesneven, ville dont il devint maire entre 1900 et 1904 : il fut élu conseiller général du canton de Lesneven en 1897[157],[158]. Le 10 mars 1912, lors d'une élection partielle, il est élu député de la 3e circonscription de Brest et réélu en mai 1914. Catholique fervent et disciple d'Albert de Mun, tout en étant inscrit dans les rangs des républicains progressistes, il milite pour la reprise des relations diplomatiques entre la France et le Vatican et siège à la Commission de l'agriculture. Son deuxième mandat est de courte durée en raison de son décès[159] ;
          - son fils, Louis-Efflam-Xavier Marie Soubigou, né à Lesneven le 25 novembre 1901 et mort à Coray le 30 mars 1981 fut prêtre, vice-recteur de l'université catholique d'Angers et prélat du pape. Il fut ensuite rattaché au séminaire de Rio de Janeiro. Revenu en France, il écrivit plusieurs livres sur des thèmes religieux[158] ;
          - un autre petit-fils de Jean-Pierre Soubigou fut André Colin, député, sénateur, président du conseil général du Finistère de 1964 à sa mort survenue le 28 août 1978 ;
            - sa fille Anne-Marie Idrac, née Anne-Marie Colin le 27 juillet 1951 à Saint-Brieuc, a été plusieurs fois secrétaire d'État, députée, présidente de la RATP, puis de la SNCF.
- Alain IV de Coëtivy est peut-être né le 20 novembre 1407 à Koat-Lestrémeur en Plounéventer — mais d'autres sources le donnent pour né le 8 novembre 1407 — au manoir de Coëtivy à Plouvien). Dit le « cardinal d'Avignon » (1407-1474), évêque commendataire de Nîmes en 1453, puis évêque de Dol en 1456, bienfaiteur de l'église Notre-Dame-du-Folgoët, abbé commendataire de l'abbaye Saint-Sauveur de Redon, cardinal en 1447.
- Le vice-amiral Charles Alain Marie Berthelot, né le 4 mai 1874 à Plounéventer et mort le 6 août 1949 à La Roche-Maurice[10], fut élève de l'École navale en 1889, lieutenant de vaisseau en 1902, commandant du contre-torpilleur Lansquenet entre 1911 et 1913, occupe des fonctions à l'état-major pendant la Première Guerre mondiale, commande en 1918 le croiseur Amiral Aube, puis en 1920 le croiseur Ernest-Renan, enseigne à l'École navale, devient commandant du secteur de Bizerte en 1926, préfet maritime de Cherbourg en 1931-1932 et, à bord du croiseur Primauguet, commanda ensuite les forces navales françaises d'Extrême-Orient. Il termine sa carrière comme préfet maritime de Toulon entre 1934 et 1936[160].

## Iconographie dans l'art
- Yan' Dargent ;

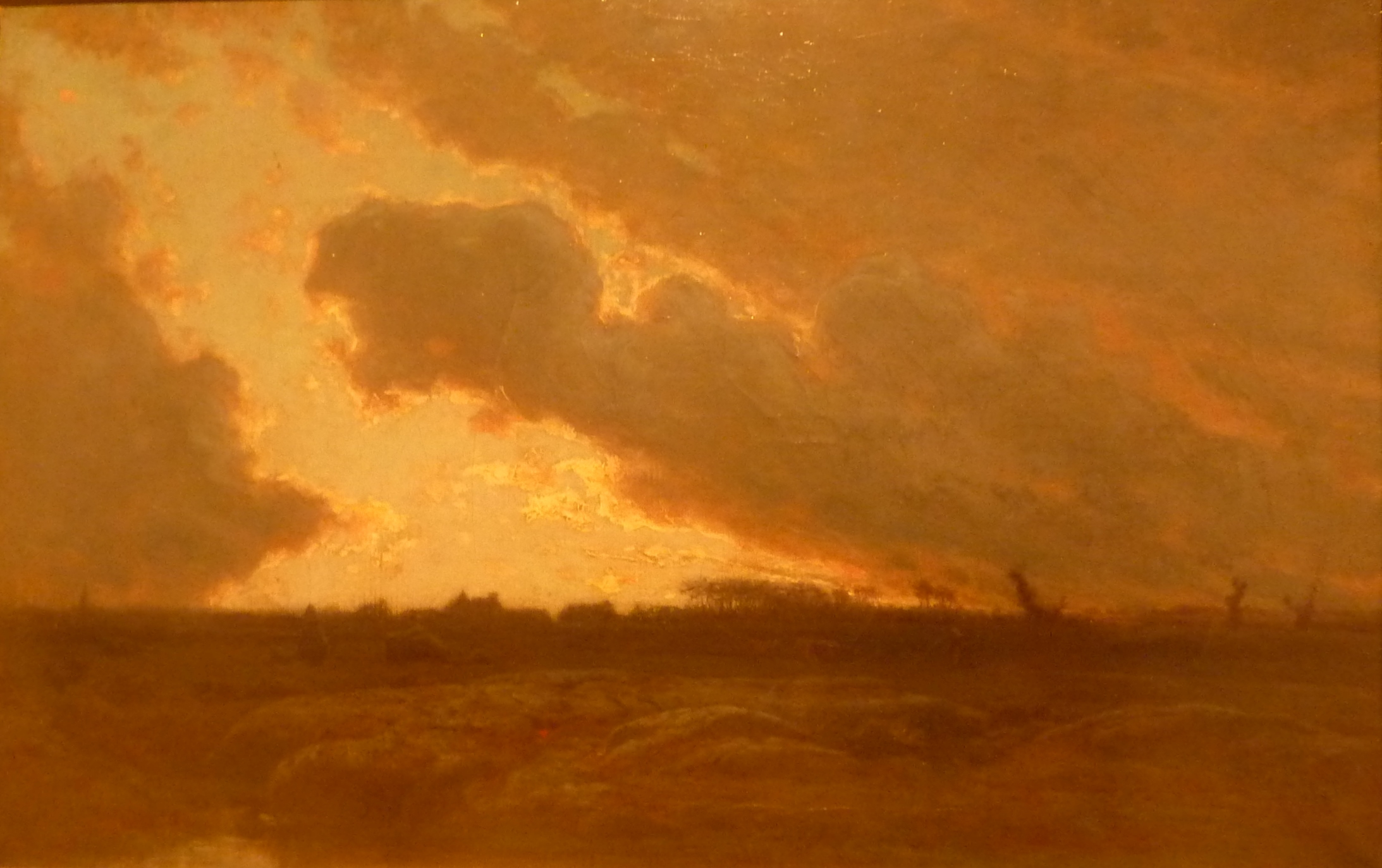
Yan' Dargent, Soir en Plounéventer, huile sur bois, Vannes, musée des Beaux-Arts La Cohue.

  - Soir en Plounéventer, huile sur bois, Vannes, musée des Beaux-Arts La Cohue.
  - Paysage à Goulven en Plounéventer, 1899, huile sur toile, 88 × 120 cm, Morlaix, musée des Beaux-Arts.

## Légende
Une légende intitulée La belle et le Romain a été résumée ainsi :

« Le roi romain de Kerilien en Plounéventer, voulut épouser la très jolie fille d'Izur, un seigneur de Saint-Méen, qui n'avait aucune intention de la lui donner. La fille, guère plus enthousiaste à l'idée de ce mariage, fixa une condition au Romain : elle avait envie que la laine noire des moutons de son père devienne toute blanche pour qu'elle puisse en tisser sa robe de mariée. Si son prétendant sortait vainqueur de l'épreuve, elle lui accorderait sa main. Sans doute ignorant de la couleur naturelle des ovins armoricains, le Romain se mit bravement à la tâche. Penché sur son lavoir, il frotta, lava, frotta encore, et lava toujours, sous les encouragements sincères de sa belle. Tous les soirs, elle rentrait chez son père tandis qu'il continuait à frotter et à laver… On imagine le sourire de la rusée ! Après quelques semaines de ce régime, le Romain mourut d'épuisement et de désespoir sans que l'occupant pût reprocher quoi que ce fût à Izur et à sa fille. »

## Anecdote
Dans la nuit du dimanche 10 octobre 2021 au lundi 11 octobre 2021, un utilitaire Peugeot Partner a été juché sur le toit d'un abribus situé place de l'église. « Le mystère est total », concède le capitaine de la brigade de gendarmerie locale. « Cela s'est fait dans la nuit, et discrètement car les voisins n'ont rien entendu ». Les hypothèses les plus farfelues ont alors circulé dans la commune : un policier en planque dans sa voiture ayant fait les frais d'une bande de robustes déménageurs à l'instar de Coluche dans une scène mémorable d'Inspecteur la Bavure, un blagueur potache ayant hissé la fourgonnette blanche d'un rival à l'aide d'un Manitou, ou bien encore un amateur d'art contemporain ayant voulu rendre hommage à la statue dédiée à Johnny Hallyday à Paris, en haut de laquelle est perchée une Harley Davidson. La Gendarmerie départementale s'est également demandé s'il ne s'agissait pas encore de l'individu, toujours en fuite, qui a détruit une voiture à l'aide d'un Menhir le 25 août 2021.
La fourgonnette, quant à elle, a été retirée de son piédestal dans la journée par les services de la commune qui ont dû utiliser un engin de levage. Cet acte de malveillance sans grande conséquence, sinon de mettre éventuellement en danger les utilisateurs de l'abri de bus, semble, après vérification, être la conséquence originale d'un simple différend local,. La mairie n'a pas déposé plainte étant donné que l'abribus n'a pas été dégradé. Un incident qui aura eu le mérite d'animer le village et d'amuser les habitants pendant une journée. Finalement, l'auteur des faits, un agriculteur, a été identifié par les gendarmes. Après un conflit commercial lié à une vente de voiture, l'homme se serait vengé en déposant la fourgonnette de son voisin sur l'abribus à l'aide d'un Merlo.